# A Diósgyőri VTK 2017–2018-as szezonja
Ez a szócikk a Diósgyőri VTK 2017–2018-as szezonjáról szól, mely sorozatban a 7., összességében pedig az 55. idénye a csapatnak a magyar első osztályban. A klub fennállásának ekkor volt a 107. évfordulója. A szezon 2017. július 16-án kezdődött, és 2018. május 19-én ér majd véget.

## Játékoskeret
2018. február 17-i állapotnak megfelelően.
- A félkövérrel írt játékosok rendelkeznek felnőtt válogatottsággal.

| No. |     | Poszt | Játékos        |
| --- | --- | ----- | -------------- |
| 1   | HUN | K     | Bukrán Erik    |
| 4   | HUN | V     | Tamás Márk     |
| 5   | HUN | V     | Lipták Zoltán  |
| 6   | ESP | KP    | Diego Vela     |
| 7   | HUN | CS    | Makrai Gábor   |
| 8   | KOS | KP    | Florent Hasani |
| 9   | HUN | CS    | Bacsa Patrik   |
| 10  | HUN | CS    | Ugrai Roland   |
| 14  | HUN | CS    | Óvári Zsolt    |
| 15  | HUN | KP    | Tóth Barnabás  |
| 19  | HUN | V     | Nagy Tibor     |
| 20  | HUN | KP    | Busai Attila   |
| 21  | HUN | V     | Kocsis Gergő   |

| No. |     | Poszt | Játékos              |
| --- | --- | ----- | -------------------- |
| 22  | CRO | K     | Ivan Radoš           |
| 23  | HUN | V     | Forgács Dávid        |
| 25  | SER | V     | Dušan Brković        |
| 27  | HUN | CS    | Szarka Ákos          |
| 33  | GRE | CS    | Nikólaosz Jóannidisz |
| 48  | SER | V     | Dejan Karan          |
| 50  | HUN | V     | Bárdos Bence         |
| 71  | UKR | KP    | Szerhij Sesztakov    |
| 74  | HUN | KP    | Ternován Patrik      |
| 81  | HUN | V     | Ivánka Patrik        |
| 87  | HUN | V     | Tucsa Róbert         |
| 94  | HUN | V     | Eperjesi Gábor       |
| 99  | HUN | K     | Antal Botond         |

### Kölcsönadott játékosok
| # |     | Poszt | Név                                          |
| - | --- | ----- | -------------------------------------------- |
|   | HUN | V     | Mahalek Marcell (a Kazincbarcika csapatához) |
|   | HUN | CS    | Boros Gábor (a Kazincbarcika csapatához)     |

## Szakmai stáb
| Sportigazgató  | Vezetőedző  | Másodedző  | Kapusedző       | Masszőr                       | Csapatorvos        | Technikai vezető | Utánpótlás szakmai igazgató | Akadémia igazgató |
| Benczés Miklós | Bódog Tamás | Vas László | Andrusch József | Hajba Ferenc, Harsányi Sándor | Dr. Forgács Alfréd | Molnár Ákos      | Sütő Szilárd                | Benczés Miklós    |

## Statisztikák
Utolsó elszámolt mérkőzés: 2017. december 9.

### Összesített statisztika
A felkészülési mérkőzéseket nem vettük figyelembe.
| Lejátszott mérkőzés                             | 22 (19 OTP Bank Liga, 3 Magyar kupa) |
| Győzelem                                        | 10 (7 OTP Bank Liga, 3 Magyar kupa) |
| Döntetlen                                       | 4 (4 OTP Bank Liga, 0 Magyar kupa) |
| Vereség                                         | 8 (8 OTP Bank Liga, 0 Magyar kupa) |
| Szerzett gól                                    | 39 (32 OTP Bank Liga, 7 Magyar kupa) |
| Kapott gól                                      | 31 (30 OTP Bank Liga, 1 Magyar kupa) |
| Gólkülönbség                                    | +8 (+2 OTP Bank Liga, +6 Magyar kupa) |
| Sárga lap                                       | 49 (46 OTP Bank Liga, 3 Magyar kupa) |
| Kiállítás                                       | 1 (1 OTP Bank Liga, 0 Magyar kupa) |
| Legnagyobb arányú győzelem                      | 5–0, Vasas, hazai pályán (2017. 10. 14., OTP Bank Liga 12. forduló) |
| Legnagyobb arányú vereség                       | 0–4, Balmazújváros, idegenben (2017. 08. 05., OTP Bank Liga 4. forduló) |
| Leghosszabb veretlenségi sorozat a bajnokságban | 3 mérkőzés1. fordulótól–3. fordulóig: Vasas (2–0; I), Honvéd (2–2; I), Haladás (3–0; I), és5. fordulótól–7. fordulóig: Puskás Akadémia (2–2; O), Újpest (1–1; I), Mezőkövesd (2–1; O), és12. fordulótól–14. fordulóig: Vasas (5–0; O), Honvéd (2–1; O), Haladás (3–0; I) |
| Legmagasabb hazai nézőszám                      | 4 500, Honvéd (2017. 10. 21., OTP Bank Liga 13. forduló) |
| Legalacsonyabb hazai nézőszám                   | 1 092, Paks (2017. 09. 16., OTP Bank Liga 9. forduló) |
| Góllövőlista                                    | 11 gól: Ugrai (9 bajnoki, 2 kupa) |
| Pont (csak OTP Bank Liga)                       | 25 pont a megszerezhető 57-ből (43,9%) |

Jelmagyarázat: Helyszín: O = otthon (hazai pályán); I = idegenben;

### Kiírások
Dőlttel a jelenleg még le nem zárult kiírásokat illetve az azokban elért helyezést jelöltük.
| Kiírás        | Statisztikák | Statisztikák | Statisztikák | Statisztikák | Statisztikák | Statisztikák | Statisztikák | Kezdő forduló/ helyezés  | Végső forduló/ helyezés | Mérkőzések dátumai | Mérkőzések dátumai | Mérkőzések dátumai |
| Kiírás        | M            | GY           | D            | V            | LG–KG        | GK           | GÁ           | Kezdő forduló/ helyezés  | Végső forduló/ helyezés | Első               | Utolsó             | Következő          |
| ------------- | ------------ | ------------ | ------------ | ------------ | ------------ | ------------ | ------------ | ------------------------ | ----------------------- | ------------------ | ------------------ | ------------------ |
| OTP Bank Liga | 30           | 08           | 06           | 16           | 41–48        | 0–7          | 1,37         | 2.                       | 10.                     | 2017. 07. 16.      | 2018. 05. 12.      | 2018. 05. 19.      |
| Magyar kupa   | 07           | 06           | 0            | 01           | 08–04        | 0+4          | 1,14         | 6. forduló (legjobb 128) | Negyeddöntő (legjobb 8) | 2017. 09. 19.      | 2018. 04. 04.      | —                  |
| Összesen      | 37           | 14           | 06           | 17           | 49–52        | 0–3          | 1,32         |                          |                         |                    |                    |                    |

### Gólszerzők a szezonban
Csak azokat a játékosokat tüntettük fel a táblázatban, akik a szezon során legalább egy gólt szereztek bármelyik kiírásban.
A táblázat elején a több gólt elérő játékosokat tüntettük fel.
| Játékos    | Összes gól | Összes gól | Összes gól | OTP Bank Liga | OTP Bank Liga | OTP Bank Liga | OTP Bank Liga | OTP Bank Liga | OTP Bank Liga | OTP Bank Liga | OTP Bank Liga | OTP Bank Liga | OTP Bank Liga | OTP Bank Liga | OTP Bank Liga | OTP Bank Liga | OTP Bank Liga | OTP Bank Liga | OTP Bank Liga | OTP Bank Liga | OTP Bank Liga | OTP Bank Liga | OTP Bank Liga | OTP Bank Liga | OTP Bank Liga | OTP Bank Liga | OTP Bank Liga | OTP Bank Liga | OTP Bank Liga | OTP Bank Liga | OTP Bank Liga | OTP Bank Liga | OTP Bank Liga | OTP Bank Liga | OTP Bank Liga | OTP Bank Liga | OTP Bank Liga | OTP Bank Liga | OTP Bank Liga | Magyar Kupa | Magyar Kupa | Magyar Kupa | Magyar Kupa | Magyar Kupa | Magyar Kupa | Magyar Kupa | Magyar Kupa |
| Játékos    | Összes gól | Összes gól | Összes gól | Gólok         | Gólok         | Gólok         | 1             | 2             | 3             | 4             | 5             | 6             | 7             | 8             | 9             | 10            | 11            | 12            | 13            | 14            | 15            | 16            | 17            | 18            | 19            | 20            | 21            | 22            | 23            | 24            | 25            | 26            | 27            | 28            | 29            | 30            | 31            | 32            | 33            | Gólok       | Gólok       | Gólok       | 6           | 7           | 8           | 9           | 10          |
| Játékos    | Gól        | 11         | öngól      | Gól           | 11            | öngól         | I             | I             | I             | I             | O             | I             | O             | I             | O             | I             | O             | O             | O             | O             | O             | I             | O             | I             | O             | I             | O             | I             | I             | O             | I             | I             | O             | I             | O             | I             | O             | I             | O             | Gól         | 11          | öngól       | I           | I           | I           | O           | I           |
| ---------- | ---------- | ---------- | ---------- | ------------- | ------------- | ------------- | ------------- | ------------- | ------------- | ------------- | ------------- | ------------- | ------------- | ------------- | ------------- | ------------- | ------------- | ------------- | ------------- | ------------- | ------------- | ------------- | ------------- | ------------- | ------------- | ------------- | ------------- | ------------- | ------------- | ------------- | ------------- | ------------- | ------------- | ------------- | ------------- | ------------- | ------------- | ------------- | ------------- | ----------- | ----------- | ----------- | ----------- | ----------- | ----------- | ----------- | ----------- |
| Ugrai      | 11         | 2          | 0          | 9             | 1             | 0             |               |               |               |               |               |               | gól           |               | Gól           |               | Gól           | Gól · Gól     | Gól           | Gól           |               |               | Gól           |               | Gól           |               |               |               |               |               |               |               |               |               |               |               |               |               |               | 2           | 1           | 0           |             |             | gól · Gól   |             |             |
| Vela       | 5          | 1          | 0          | 5             | 1             | 0             | Gól           | gól · Gól     |               |               | Gól           |               |               |               |               |               |               | Gól           |               |               |               |               |               |               |               |               |               |               |               |               |               |               |               |               |               |               |               |               |               | 0           | 0           | 0           |             |             |             |             |             |
| Jóannidisz | 4          | 1          | 0          | 4             | 1             | 0             |               |               |               |               |               |               |               |               | Gól           |               | Gól           | Gól           | gól           |               |               |               |               |               |               |               |               |               |               |               |               |               |               |               |               |               |               |               |               | 0           | 0           | 0           |             |             |             |             |             |
| Forgács    | 2          | 0          | 0          | 1             | 0             | 0             |               |               |               |               |               |               | Gól           |               |               |               |               |               |               |               |               |               |               |               |               |               |               |               |               |               |               |               |               |               |               |               |               |               |               | 1           | 0           | 0           | Gól         |             |             |             |             |
| Makrai     | 2          | 0          | 0          | 2             | 0             | 0             |               |               |               |               | Gól           | Gól           |               |               |               |               |               |               |               |               |               |               |               |               |               |               |               |               |               |               |               |               |               |               |               |               |               |               |               | 0           | 0           | 0           |             |             |             |             |             |
| Óvári      | 2          | 0          | 0          | 2             | 0             | 0             |               |               | Gól           |               |               |               |               | Gól           |               |               |               |               |               |               |               |               |               |               |               |               |               |               |               |               |               |               |               |               |               |               |               |               |               | 0           | 0           | 0           |             |             |             |             |             |
| Szarka     | 2          | 0          | 0          | 1             | 0             | 0             | Gól           |               |               |               |               |               |               |               |               |               |               |               |               |               |               |               |               |               |               |               |               |               |               |               |               |               |               |               |               |               |               |               |               | 1           | 0           | 0           | Gól         |             |             |             |             |
| Bárdos     | 1          | 0          | 0          | 0             | 0             | 0             |               |               |               |               |               |               |               |               |               |               |               |               |               |               |               |               |               |               |               |               |               |               |               |               |               |               |               |               |               |               |               |               |               | 1           | 0           | 0           | Gól         |             |             |             |             |
| Busai      | 2          | 0          | 0          | 2             | 0             | 0             |               |               | Gól           |               |               |               |               |               |               |               |               |               |               |               |               |               |               |               | Gól           |               |               |               |               |               |               |               |               |               |               |               |               |               |               | 0           | 0           | 0           |             |             |             |             |             |
| Karan      | 2          | 0          | 0          | 2             | 0             | 0             |               |               |               |               |               |               |               |               |               |               |               |               |               |               | Gól           |               |               |               | Gól           |               |               |               |               |               |               |               |               |               |               |               |               |               |               | 0           | 0           | 0           |             |             |             |             |             |
| Lipták     | 1          | 0          | 0          | 1             | 0             | 0             |               |               |               |               |               |               |               |               |               |               |               |               |               | Gól           |               |               |               |               |               |               |               |               |               |               |               |               |               |               |               |               |               |               |               | 0           | 0           | 0           |             |             |             |             |             |
| Nono       | 2          | 0          | 0          | 2             | 0             | 0             |               |               |               |               |               |               |               |               |               |               |               | Gól           |               | Gól           |               |               |               |               |               |               |               |               |               |               |               |               |               |               |               |               |               |               |               | 0           | 0           | 0           |             |             |             |             |             |
| Oláh       | 1          | 0          | 0          | 0             | 0             | 0             |               |               |               |               |               |               |               |               |               |               |               |               |               |               |               |               |               |               |               |               |               |               |               |               |               |               |               |               |               |               |               |               |               | 1           | 0           | 0           |             |             | Gól         |             |             |
| Bacsa      | 1          | 0          | 0          | 1             | 0             | 0             |               |               |               |               |               |               |               |               |               |               |               |               |               |               |               |               |               |               |               |               |               |               |               |               |               |               |               |               |               | Gól           |               |               |               | 0           | 0           | 0           |             |             |             |             |             |
| Tamás      | 1          | 0          | 0          | 1             | 0             | 0             |               |               | Gól           |               |               |               |               |               |               |               |               |               |               |               |               |               |               |               |               |               |               |               |               |               |               |               |               |               |               |               |               |               |               | 0           | 0           | 0           |             |             |             |             |             |
| Tóth B.    | 1          | 0          | 0          | 0             | 0             | 0             |               |               |               |               |               |               |               |               |               |               |               |               |               |               |               |               |               |               |               |               |               |               |               |               |               |               |               |               |               |               |               |               |               | 1           | 0           | 0           |             | Gól         |             |             |             |
| Összesen   | 40         | 4          | 0          | 33            | 3             | 0             | 2             | 2             | 3             | 0             | 2             | 1             | 2             | 1             | 2             | 0             | 2             | 5             | 2             | 3             | 1             | 0             | 1             | 0             | 3             |               |               |               |               |               |               |               |               |               |               | 1             |               |               |               | 7           | 1           | 0           | 3           | 1           | 3           |             |             |

Jelmagyarázat:  büntetőgól; Helyszín: O = Otthon (hazai pályán); I = Idegenben;

### Sárga/piros lapok és eltiltások a szezonban
Csak azokat a játékosokat tüntettük fel a táblázatban, akik a szezon során legalább egy figyelmeztetést kaptak.
| Játékos  | Összes figyelmeztetés | Összes figyelmeztetés | Összes figyelmeztetés | Összes figyelmeztetés | Összes figyelmeztetés | OTP Bank Liga    | OTP Bank Liga    | OTP Bank Liga    | OTP Bank Liga    | OTP Bank Liga    | OTP Bank Liga | OTP Bank Liga | OTP Bank Liga | OTP Bank Liga | OTP Bank Liga | OTP Bank Liga | OTP Bank Liga | OTP Bank Liga | OTP Bank Liga | OTP Bank Liga | OTP Bank Liga | OTP Bank Liga | OTP Bank Liga | OTP Bank Liga | OTP Bank Liga | OTP Bank Liga | OTP Bank Liga | OTP Bank Liga | OTP Bank Liga | OTP Bank Liga | OTP Bank Liga | OTP Bank Liga | OTP Bank Liga | OTP Bank Liga | OTP Bank Liga | OTP Bank Liga | OTP Bank Liga | OTP Bank Liga | OTP Bank Liga | OTP Bank Liga | OTP Bank Liga | OTP Bank Liga | OTP Bank Liga | Magyar Kupa      | Magyar Kupa      | Magyar Kupa      | Magyar Kupa      | Magyar Kupa      | Magyar Kupa | Magyar Kupa | Magyar Kupa | Magyar Kupa | Magyar Kupa |
| Játékos  | Összes figyelmeztetés | Összes figyelmeztetés | Összes figyelmeztetés | Összes figyelmeztetés | Összes figyelmeztetés | Figyelmeztetések | Figyelmeztetések | Figyelmeztetések | Figyelmeztetések | Figyelmeztetések | 1             | 2             | 3             | 4             | 5             | 6             | 7             | 8             | 9             | 10            | 11            | 12            | 13            | 14            | 15            | 16            | 17            | 18            | 19            | 20            | 21            | 22            | 23            | 24            | 25            | 26            | 27            | 28            | 29            | 30            | 31            | 32            | 33            | Figyelmeztetések | Figyelmeztetések | Figyelmeztetések | Figyelmeztetések | Figyelmeztetések | 6           | 7           | 8           | 9           | 10          |
| Játékos  | Σ                     |                       |                       |                       | KM                    | Σ                |                  |                  |                  | KM               | I             | I             | I             | I             | O             | I             | O             | I             | O             | I             | O             | O             | O             | O             | O             | I             | O             | I             | O             | I             | O             | I             | I             | O             | I             | I             | O             | I             | O             | I             | O             | I             | O             | Σ                |                  |                  |                  | KM               | I           | I           | I           | O           | I           |
| -------- | --------------------- | --------------------- | --------------------- | --------------------- | --------------------- | ---------------- | ---------------- | ---------------- | ---------------- | ---------------- | ------------- | ------------- | ------------- | ------------- | ------------- | ------------- | ------------- | ------------- | ------------- | ------------- | ------------- | ------------- | ------------- | ------------- | ------------- | ------------- | ------------- | ------------- | ------------- | ------------- | ------------- | ------------- | ------------- | ------------- | ------------- | ------------- | ------------- | ------------- | ------------- | ------------- | ------------- | ------------- | ------------- | ---------------- | ---------------- | ---------------- | ---------------- | ---------------- | ----------- | ----------- | ----------- | ----------- | ----------- |
| Antal    | 1                     | 1                     | 0                     | 0                     | 0                     | 1                | 1                | 0                | 0                | 0                |               |               |               |               |               |               |               |               |               |               |               |               |               |               | Sárga lap     |               |               |               |               |               |               |               |               |               |               |               |               |               |               |               |               |               |               | 0                | 0                | 0                | 0                | 0                |             |             |             |             |             |
| Busai    | 5                     | 5                     | 0                     | 0                     | 1                     | 5                | 5                | 0                | 0                | 1                |               |               | Sárga lap     |               |               |               |               |               |               | Sárga lap     |               |               | Sárga lap     | Sárga lap     |               | Sárga lap     | X             |               |               |               |               |               |               |               |               |               |               |               |               |               |               |               |               | 0                | 0                | 0                | 0                | 0                |             |             |             |             |             |
| Eperjesi | 2                     | 2                     | 0                     | 0                     | 0                     | 2                | 2                | 0                | 0                | 0                |               | Sárga lap     |               |               |               |               |               |               |               |               |               | Sárga lap     |               |               |               |               |               |               |               |               |               |               |               |               |               |               |               |               |               |               |               |               |               | 0                | 0                | 0                | 0                | 0                |             |             |             |             |             |
| Forgács  | 4                     | 4                     | 0                     | 0                     | 0                     | 4                | 4                | 0                | 0                | 0                |               |               |               |               |               |               |               |               |               |               |               | Sárga lap     |               |               | Sárga lap     | Sárga lap     |               | Sárga lap     |               |               |               |               |               |               |               |               |               |               |               |               |               |               |               | 0                | 0                | 0                | 0                | 0                |             |             |             |             |             |
| Karan    | 4                     | 4                     | 0                     | 0                     | 0                     | 4                | 4                | 0                | 0                | 0                |               |               |               | Sárga lap     | Sárga lap     | Sárga lap     |               |               |               |               | Sárga lap     |               |               |               |               |               |               |               |               |               |               |               |               |               |               |               |               |               |               |               |               |               |               | 0                | 0                | 0                | 0                | 0                |             |             |             |             |             |
| Kocsis   | 4                     | 4                     | 0                     | 0                     | 0                     | 4                | 4                | 0                | 0                | 0                |               |               |               |               |               | Sárga lap     | Sárga lap     |               |               | Sárga lap     |               |               |               |               |               |               |               |               | Sárga lap     |               |               |               |               |               |               |               |               |               |               |               |               |               |               | 0                | 0                | 0                | 0                | 0                |             |             |             |             |             |
| Makrai   | 1                     | 1                     | 0                     | 0                     | 0                     | 1                | 1                | 0                | 0                | 0                | Sárga lap     |               |               |               |               |               |               |               |               |               |               |               |               |               |               |               |               |               |               |               |               |               |               |               |               |               |               |               |               |               |               |               |               | 0                | 0                | 0                | 0                | 0                |             |             |             |             |             |
| Nono     | 2                     | 2                     | 0                     | 0                     | 0                     | 2                | 2                | 0                | 0                | 0                | Sárga lap     |               |               |               |               |               |               |               |               |               |               |               | Sárga lap     |               |               |               |               |               |               |               |               |               |               |               |               |               |               |               |               |               |               |               |               | 0                | 0                | 0                | 0                | 0                |             |             |             |             |             |
| Nagy     | 3                     | 3                     | 0                     | 0                     | 0                     | 2                | 2                | 0                | 0                | 0                |               |               |               |               |               |               |               | Sárga lap     |               | Sárga lap     |               |               |               |               |               |               |               |               |               |               |               |               |               |               |               |               |               |               |               |               |               |               |               | 1                | 1                | 0                | 0                | 0                |             |             | Sárga lap   |             |             |
| Oláh     | 1                     | 1                     | 0                     | 0                     | 0                     | 0                | 0                | 0                | 0                | 0                |               |               |               |               |               |               |               |               |               |               |               |               |               |               |               |               |               |               |               |               |               |               |               |               |               |               |               |               |               |               |               |               |               | 1                | 1                | 0                | 0                | 0                | Sárga lap   |             |             |             |             |
| Óvári    | 1                     | 1                     | 0                     | 0                     | 0                     | 1                | 1                | 0                | 0                | 0                |               |               |               |               |               |               |               |               |               |               |               |               |               |               | Sárga lap     |               |               |               |               |               |               |               |               |               |               |               |               |               |               |               |               |               |               | 0                | 0                | 0                | 0                | 0                |             |             |             |             |             |
| Lipták   | 3                     | 3                     | 0                     | 0                     | 0                     | 3                | 3                | 0                | 0                | 0                |               | Sárga lap     |               |               |               |               |               |               |               |               |               | Sárga lap     |               |               |               |               | Sárga lap     |               |               |               |               |               |               |               |               |               |               |               |               |               |               |               |               | 0                | 0                | 0                | 0                | 0                |             |             |             |             |             |
| Szarka   | 4                     | 3                     | 0                     | 1                     | 1                     | 4                | 3                | 0                | 1                | 1                |               |               | Sárga lap     |               |               | kiállítva     | X             |               |               |               | Sárga lap     |               | Sárga lap     |               |               |               |               |               |               |               |               |               |               |               |               |               |               |               |               |               |               |               |               | 0                | 0                | 0                | 0                | 0                |             |             |             |             |             |
| Tamás    | 1                     | 1                     | 0                     | 0                     | 0                     | 1                | 1                | 0                | 0                | 0                |               |               |               |               |               |               | Sárga lap     |               |               |               |               |               |               |               |               |               |               |               |               |               |               |               |               |               |               |               |               |               |               |               |               |               |               | 0                | 0                | 0                | 0                | 0                |             |             |             |             |             |
| Tóth     | 4                     | 4                     | 0                     | 0                     | 0                     | 3                | 3                | 0                | 0                | 0                | Sárga lap     |               | Sárga lap     | Sárga lap     |               |               |               |               |               |               |               |               |               |               |               |               |               |               |               |               |               |               |               |               |               |               |               |               |               |               |               |               |               | 1                | 1                | 0                | 0                | 0                |             | Sárga lap   |             |             |             |
| Ugrai    | 4                     | 4                     | 0                     | 0                     | 0                     | 4                | 4                | 0                | 0                | 0                |               |               | Sárga lap     |               | Sárga lap     |               |               | Sárga lap     |               |               |               |               |               |               |               |               |               |               | Sárga lap     |               |               |               |               |               |               |               |               |               |               |               |               |               |               | 0                | 0                | 0                | 0                | 0                |             |             |             |             |             |
| Vela     | 6                     | 6                     | 0                     | 0                     | 1                     | 6                | 6                | 0                | 0                | 1                | Sárga lap     |               |               |               |               | Sárga lap     |               |               |               | Sárga lap     |               |               |               | Sárga lap     |               |               | Sárga lap     | X             | Sárga lap     |               |               |               |               |               |               |               |               |               |               |               |               |               |               | 0                | 0                | 0                | 0                | 0                |             |             |             |             |             |
| Összesen | 50                    | 49                    | 0                     | 1                     | 3                     | 47               | 46               | 0                | 1                | 3                | 4             | 2             | 4             | 2             | 2             | 4             | 2             | 2             | 0             | 4             | 2             | 3             | 3             | 2             | 3             | 2             | 2             | 1             | 3             |               |               |               |               |               |               |               |               |               |               |               |               |               |               | 3                | 3                | 0                | 0                | 0                | 1           | 1           | 1           |             |             |

Jelmagyarázat: Helyszín: O = otthon (hazai pályán); I = idegenben;
Σ = összes sárga ill. piros lap;  = sárga lapos figyelmeztetés;  = egy mérkőzésen 2 sárga lap utáni azonnali kiállítás;  = piros lapos figyelmeztetés, azonnali kiállítás; X = eltiltás; KM = eltiltás miatt kihagyott mérkőzés
A sárga lapos figyelmeztetések következménye: a labdarúgó az adott bajnokság 5. sárga lapos figyelmeztetését követően a soron következő egy bajnoki mérkőzésen nem rendelkezik játékjogosultsággal.

## OTP Bank Liga
Győzelem
      Döntetlen
      Vereség
| 1. ford. |

| Vasas | 0 – 2 | Diósgyőr |
| ----- | ----- | -------- |
|       |       |          |

| Részletek |

| 2. ford. |

| Honvéd | 2 – 2 | Diósgyőr |
| ------ | ----- | -------- |
|        |       |          |

| Részletek |

| 3. ford. |

| Haladás | 0 – 3 | Diósgyőr |
| ------- | ----- | -------- |
|         |       |          |

| Részletek |

| 4. ford. |

| Balmazújv. | 4 – 0 | Diósgyőr |
| ---------- | ----- | -------- |
|            |       |          |

| Részletek |

| 5. ford. |

| Diósgyőr | 2 – 2 | Puskás Ak. |
| -------- | ----- | ---------- |
|          |       |            |

| Részletek |

| 6. ford. |

| Újpest | 1 – 1 | Diósgyőr |
| ------ | ----- | -------- |
|        |       |          |

| Részletek |

| 7. ford. |

| Diósgyőr | 2 – 1 | Mezőkövesd |
| -------- | ----- | ---------- |
|          |       |            |

| Részletek |

| 8. ford. |

| Debrecen | 3 – 1 | Diósgyőr |
| -------- | ----- | -------- |
|          |       |          |

| Részletek |

| 9. ford. |

| Diósgyőr | 2 – 4 | Paks |
| -------- | ----- | ---- |
|          |       |      |

| Részletek |

| 10. ford. |

| Ferencváros | 2 – 0 | Diósgyőr |
| ----------- | ----- | -------- |
|             |       |          |

| Részletek |

| 11. ford. |

| Diósgyőr | 2 – 3 | Videoton |
| -------- | ----- | -------- |
|          |       |          |

| Részletek |

| 12. ford. |

| Diósgyőr | 5 – 0 | Vasas |
| -------- | ----- | ----- |
|          |       |       |

| Részletek |

| 13. ford. |

| Diósgyőr | 2 – 1 | Honvéd |
| -------- | ----- | ------ |
|          |       |        |

| Részletek |

| 14. ford. |

| Haladás | 0 – 3 | Diósgyőr |
| ------- | ----- | -------- |
|         |       |          |

| Részletek |

| 15. ford. |

| Diósgyőr | 1 – 2 | Balmazújv. |
| -------- | ----- | ---------- |
|          |       |            |

| Részletek |

| 16. ford. |

| Puskás Ak. | 1 – 0 | Diósgyőr |
| ---------- | ----- | -------- |
|            |       |          |

| Részletek |

| 17. ford. |

| Diósgyőr | 1 – 2 | Újpest |
| -------- | ----- | ------ |
|          |       |        |

| Részletek |

| 18. ford. |

| Mezőkövesd | 0 – 0 | Diósgyőr |
| ---------- | ----- | -------- |
|            |       |          |

| Részletek |

| 19. ford. |

| Diósgyőr | 3 – 2 | Debrecen |
| -------- | ----- | -------- |
|          |       |          |

| Részletek |

| 20. ford. |

| Paks | 2 – 1 | Diósgyőr |
| ---- | ----- | -------- |
|      |       |          |

| Részletek |

| 21. ford. |

| Diósgyőr | 2 – 1 | Ferencváros |
| -------- | ----- | ----------- |
|          |       |             |

| Részletek |

| 22. ford. |

| Videoton | 4 – 1 | Diósgyőr |
| -------- | ----- | -------- |
|          |       |          |

| Részletek |

| 23. ford. |

| Vasas | 1 – 1 | Diósgyőr |
| ----- | ----- | -------- |
|       |       |          |

| Részletek |

| 24. ford. |

| Diósgyőr | 1 – 1 | Honvéd |
| -------- | ----- | ------ |
|          |       |        |

| Részletek |

| 25. ford. |

| Diósgyőr | 1 – 2 | Haladás |
| -------- | ----- | ------- |
|          |       |         |

| Részletek |

| 26. ford. |

| Balmazújv. | 2 – 1 | Diósgyőr |
| ---------- | ----- | -------- |
|            |       |          |

| Részletek |

| 27. ford. |

| Diósgyőr | 0 – 1 | Puskás Ak. |
| -------- | ----- | ---------- |
|          |       |            |

| Részletek |

| 28. ford. |

| Újpest | 1 – 0 | Diósgyőr |
| ------ | ----- | -------- |
|        |       |          |

| Részletek |

| 29. ford. |

| Diósgyőr | 0 – 1 | Mezőkövesd |
| -------- | ----- | ---------- |
|          |       |            |

| Részletek |

| 30. ford. |

| Debrecen | 2 – 1 | Diósgyőr |
| -------- | ----- | -------- |
|          |       |          |

| Részletek |

| 31. ford. |

| Diósgyőr | – | Paks |
| -------- | - | ---- |
|          |   |      |

| Részletek |

| 32. ford. |

| Ferencváros | – | Diósgyőr |
| ----------- | - | -------- |
|             |   |          |

| Részletek |

| 33. ford. |

| Diósgyőr | – | Videoton |
| -------- | - | -------- |
|          |   |          |

| Részletek |

### Első kör
| 1. forduló 2017. július 16., vasárnap 17:00 |

| Vasas           | 0 – 2               | Diósgyőr                                                               |
| --------------- | ------------------- | ---------------------------------------------------------------------- |
| Risztevszki 35' | (0 – 1) Jegyzőkönyv | 5' (0–1) Vela 73' (0–2) Szarka 38' Vela 66' Nono 70' Makrai 90+2' Tóth |

| Szusza Ferenc Stadion, Budapest Nézőszám: 2 514 Játékvezető: Bognár Tamás (magyar) Asszisztensek: Kóbor Péter és Király Krisztián |

- Vasas: Kamenár – Risztevszki, Burmeister, Hangya – Kleisz, Murka, Vida, Szivacski (Kulcsár  szünetben), Simunek, Remili (Vaskó  46'), Pavlov (Ádám  75') Fel nem használt cserék: Nagy (kapus), Debreceni, Gaál, Ferenczi. Vezetőedző: Michael Oenning

Nem kezdődött jól az Angyalföldiek számára a mérkőzés, Diósgyőriek hamar helyzetbe hozták magukat. Már 3. perctől Eperjesi próbálta helyzetbe hozni Szarkát, de a jobboldali beadása elsuhant a labda Szarka előtt. Nem telt el két perc és Forgács baloldali beadásánál két Vasas védő se tudott tisztázni, érkezett Vela és az ötösről lőtte a kapu közepére Kamenár nem tudta fogni, vezetést szerzett a Diósgyőr; (0–1). Továbbra se ment az Angyalföldi együttesnek a gól szerzés. A 73. percben Makrai jobbról adta be és Simunek és Vaskó között kibújó Szarka fejelte a labdát a kapuba; (0–2). Tavaly a Vasas jól kezdte a szezont győzni tudott az NB I-ből kieső MTK ellen, idén pedig vereséggel kezdtek a piros-kékek.
Most először kell azt mondanom, hogy rosszul játszottunk. Nem találtuk a meccs ritmusát, az első 5 perc nem jól indult, jött is a gól, ami egyértelműen kulcsmomentum volt ezen a találkozón. Sejtettük, hogy nehéz meccs lesz, hiszen az ellenfél, a Diósgyőr egy intenzív, futásra alapuló játékot játszik, fizikálisan erősek. A játék képe alapján el kell fogadnunk a kialakult végeredményt. Picit bonyolult felkészülésünk volt, végig kellett játszani gyakorlatilag a nyarat, kevés szünettel. Ez egy komoly kihívás, hogy ezt hogyan kezeljük majd, az edzésprogramot ennek megfelelően kell alakítani. Ráadásul vannak hiányzóink, emellett néhány új játékost is be kell még építeni. Természetesen egyáltalán nem azt mondom, hogy vereségekre készülnénk a folytatásban, de tisztában vagyok azzal, hogy a fentiek tudatában a folytatás nem lesz egyik pillanatról a másikra zökkenőmentes.
A találkozó eredeti helyszíne a DVTK stadionjának átépítése miatt a debreceni Nagyerdei stadion lett volna, ám a stadion körül ebben az időpontban megrendezésre kerülő Campus Fesztivál miatt, az MLSZ jóváhagyásával, megcserélte a két csapat a pályaválasztói jogot. Ennek értelmében majd a 13. fordulóban nem Budapesten, hanem a Diósgyőr hazai pályáján lesz az összecsapás.
| 2. forduló 2017. július 22., szombat 18:00 (tv: M4 Sport) |

| Budapest Honvéd                                   | 2 – 2               | Diósgyőr                                                        |
| ------------------------------------------------- | ------------------- | --------------------------------------------------------------- |
| Eppel (1–1) 62' Lanzafame (2–1) 74' Nagy 17′, 40′ | (0 – 1) Jegyzőkönyv | 41' (11-esből) (0–1) • 90+6' (2–2) Vela 71' Eperjesi 73' Lipták |

| Bozsik József Stadion, Budapest Nézőszám: 2 500 Játékvezető: Solymosi Péter (magyar) Asszisztensek: Albert István és Buzás Balázs |

A 41. percben vezetést szerzett a vendégegyüttes büntetőből, melynek előzménye Vela lerántása volt Nagy Gergő által, aki megkapta második sárga lapját, így el kellett hagynia a pályát. A tizenegyest a sértett, Vela végezte el, Gróf jobbra vetődött, Vela pedig a kapu közepébe lőtte a labdát; (0–1). A 62. percben kiegyenlített a Honvéd: a fél perccel korábban beállt Dark ment el zseniálisan a jobb oldalon, középre gurított, ahol a tavalyi szezon gólkirálya Eppel 8 méterről a hálóba lőtt; (1–1). A 74. percben már vezettek a hazaiak: Lanzafame a 16-os bal sarkánál végzett el egy szabadrúgást, a hosszú sarokba csavarta a játékszert; (2–1). A 96. percben ismét döntetlen lett a mérkőzés állása: egy szöglet után Vela 18 méterről, kapásból lőtt a bal alsóba; (2–2).
A bajnok otthonában játszottunk szerencsés kimenetelű döntetlent, de azért van egy kis hiányérzetem. Bízom benne, hogy a játékosaimat jobban bosszantja a két pont elvesztése, mint engem.Volt egy ziccerünk 0–1-nél, amit, ha kihasználunk akkor 0–2 és vége a mérkőzésnek, de nem így történt és ezután érthetetlen módon megzavarodtunk, amihez a Honvéd hozzáállása is kellett. Utána szenzációsan olyat küzdöttek, amit meg kell süvegelnem. Olyan hibákat csináltunk, olyan kapkodás jellemezte a játékunkat, hogy végül szerencsés körülmények között jött össze a döntetlen. Jobban kellett volna uralni a játéktér közepét, többet kellett volna birtokolni a labdát, amikor többén voltunk.
| 3. forduló 2017. július 29., szombat 18:00 |

| Swietelsky Haladás      | 0 – 3               | Diósgyőr                                                                                |
| ----------------------- | ------------------- | --------------------------------------------------------------------------------------- |
| Bosnjak 44' Grumics 67' | (0 – 0) Jegyzőkönyv | 60' (0–1) Tamás 75' (0–2) Óvári 87' (0–3) Busai 29' Tóth 38' Szarka 45' Busai 80' Ugrai |

| Soproni városi stadion, Sopron Nézőszám: 1 544 Játékvezető: Farkas Ádám (magyar) Asszisztensek: Berettyán Péter és Horváth Róbert |

- Diósgyőr: Rados – Tamás, Karan, Lipták , Eperjesi – Óvári (Ternován  74'), Busai, Tóth (Ugrai  szünetben), Vela – Jóannidisz (Nono  szünetben), Szarka  Fel nem használt cserék: Antal (kapus), Nagy T., Oláh, Forgács. Vezetőedző: Bódog Tamás

Összességében megérdemelt győzelmet arattunk. Az első félidő rágós volt, ha valaki ezt nézte, és nem a vizes vb-t, annak köszönjük! A második félidő abszolút a miénk volt, sikerült megvalósítani, amit gyakoroltunk. Felkészültünk az ellenfélre, megvoltak a beindulások, megjátszottuka területeket, mozgásban játszottunk, és hál' Istennek a helyzeteket kihasználtuk. Hozzá kell tenni, hogy nem volt könnyű dolgunk, mert a Haladás szervezett játékot játszott. A szünetben azt mondtam, az első félidőben játékban jobbak voltunk, és abban bíztam, ha mozgásban többet vállalunk, és be merünk lépni a védelem és a középpálya közötti szabad területekbe, akkor bőven meglesznek a lehetőségeink. A csatároktól azt kértem, hogy próbálják a védőket egy-egyben megverni, és a kapu elé érkezni. Veszélyesek voltunk, ült, amit gyakoroltunk. Húsz éve nem nyert idegenben a Haladás ellen a Diósgyőr, ma nagyszerű győzelmet arattunk.
A Diósgyőr sorozatban negyedszer is idegenben játszik, de az eddigi példák azt mutatják, ez nem szab gátat eredményességének. Bódog Tamás együttese eddig a bajnok Honvédnál (2. forduló: Honvéd–DVTK 2–2), valamint a Vasasnál (1. forduló: Vasas–DVTK 0–3) és a Haladásnál (3. forduló: Haladás–DVTK 0–3) vendégeskedett, összesen hét pontot gyűjtve. A legutóbbi hat idegenbeli bajnoki mérkőzésén veretlen maradt. Az újonc Balmaz Kamilla Gyógyfürdő FC az eddigi egyetlen hazai élvonalbeli mérkőzését elveszítette a Vasas ellen, ugyanakkor idegenben már két bravúrra is képes volt (1. forduló: Videoton–Balmaz 1–1 és 3. forduló: Honvéd–Balmaz 2–2). Horváth Ferenc, a csapat vezetőedzője az előző ősszel a mostani ellenfelet, a Diósgyőrt irányította.
| 4. forduló 2017. augusztus 5., szombat 18:00 (tv: M4 Sport) |

| Balmaz Kamilla Gyógyfürdő                                      | 4 — 0               | Diósgyőr           |
| -------------------------------------------------------------- | ------------------- | ------------------ |
| Haris (1–0) 40' Andrics (2–0) 61' Rácz (3–0) 85' • (4–0) 90+2' | (1 — 0) Jegyzőkönyv | 46' Karan 46' Tóth |

| Városi stadion, Balmazújváros Nézőszám: 2 206 Játékvezető: Pintér Csaba (magyar) Asszisztensek: Ring György és Király Krisztián |

- Diósgyőr: Rados – Tamás, Karan, Lipták , Eperjesi – Óvári (Ugrai  szünetben), Busai (Oláh  63'), Tóth, Vela – Jóannidisz (Nono  szünetben), Szarka  Fel nem használt cserék: Antal (kapus), Makrai, Forgács, Kitl. Vezetőedző: Bódog Tamás

Diósgyőrnek nem igazán ment ezen a találkozón. Leginkább Szarkának voltak lövései, de vagy a Balmazújvárosi kapus Horváth vagy a védő Tamás tudta védeni. Nem volt igazi vezéregyéniség a Diósgyőriek játékában. Még mindig nem szabad lenézni a Balmazújvárosiakat, sokan pedig megteszik, de mindent a ezért nagy elánnal és nagy játékos kedvel játszottak, sorra alakították ki a helyzeteket. 40. percig kellett várni az első nagy akcióhoz. Andrics ugratta ki Arabulit a bal szélen, ő tovább passzolta a labdát a középen érkező Vajdához aki luftot rúgót, de visszapattant hozzá a labda és Haris elé tálalt, aki 14 méterről a jobbal a bal alsó sarokba lőtt, Rados csak beleérni tudott. A második félidőben is szinte elképzelés nélkül játszott a DVTK. Balmazújvárosiak pedig a 61. percben Andrics révén már 2–0-re vezetett. 84. percben Kovács helyett Rácz lépett csereként a pályára és 1 perccel később 3–0-ra növelte az előnyt és a 92. perben megszerezte a második gólját így már 4 –0-ra növelte az előnyt és megszerezte történelmi győzelmét úgyhogy kiütötte az addig veretlen DVTK-t. Horváth Ferencnek pedig megint sikerült az, hogy a jelenlegi csapatával legyőzte az előző csapatát.
| 5. forduló 2017. augusztus 5., vasárnap 18:00 |

| Diósgyőr                                            | 2 – 2               | Puskás Akadémia                                            |
| --------------------------------------------------- | ------------------- | ---------------------------------------------------------- |
| Makrai (1–1) 10' Vela (2–2) 89' Busai 55' Karan 65' | (1 – 1) Jegyzőkönyv | 4' (0–1) Heris 75' (1–2) Prosser 13' Spandler 80' Márkvárt |

| Nagyerdei stadion, Debrecen Nézőszám: 2 514 Játékvezető: Iványi Zoltán (magyar) Asszisztensek: Buzás Balázs és Medovarszki János |

| 6. forduló 2017. augusztus 19., szombat 20:30 |

| Újpest                                                   | 1 – 1               | Diósgyőr                                                  |
| -------------------------------------------------------- | ------------------- | --------------------------------------------------------- |
| Angelov 90+4' (1–1) 81' Novothny 36' Nagy 40' Zsótér 69' | (0 – 1) Jegyzőkönyv | 12' (0–1) Makrai 43' Vela 75' Kocsis 79' Karan 90′ Szarka |

| Szusza Ferenc Stadion, Budapest Nézőszám: zárt kapus mérkőzés Játékvezető: Vad II István (magyar) Asszisztensek: Albert István és Berettyán Péter |

| 7. forduló 2017. augusztus 26., vasárnap 18:00 |

| Diósgyőr                                                            | 2 – 1               | Mezőkövesd Zsóry FC                                             |
| ------------------------------------------------------------------- | ------------------- | --------------------------------------------------------------- |
| Forgács (1–1) 73' Ugrai (2–1) (11-esből) 90+3' Kocsis 20' Tamás 40' | (0 – 0) Jegyzőkönyv | 57' (0–1) Cseri 74' Tujvel 75' Farkas 89' Baracskai 90+3' Keita |

| Nagyerdei stadion, Debrecen Nézőszám: 1 979 Játékvezető: Andó-Szabó Sándor (magyar) Asszisztensek: Király Krisztián és Szert Balázs |

- Diósgyőr: Antal – Nagy T., Lipták , Karan, Tamás (Jóannidisz  63') – Vela, Busai, Kocsis (Nono  szünetben), Óvári (Forgács  63') – Makrai, Ugrai  Fel nem használt cserék: Rados (kapus), Tóth, Ternován, Eperjesi. Vezetőedző: Bódog Tamás
- Mezőkövesd: Tujvel – Lázár, Pillár, Hudák, Vadnai – Keita – Farkas D. Střeštík (Szeles  78'), Koszta, Cseri (Baracskai  66') – Majtán (Veszelinovics  55')  Fel nem használt cserék: Krnác (kapus), Fótyik, Mlinar, Csirmaz. Vezetőedző: Radványi Miklós

A forduló előtt negyedik és hatodik helyen állt a két borsodi gárda a tabellán, ám mindkét fél rossz formában várta az összecsapást: a házigazda három, a vendégcsapat négy meccse nem tudta begyűjteni a három pontot. A találkozó elején inkább a DVTK irányított, míg a szünethez közeledve a mezőkövesdiek álltak közelebb a gólszerzéshez, de a szünetig egyik gárda sem talált be. A fordulást követően aztán a Mezőkövesdnek sikerült megszereznie a vezetést, ez pedig felélénkítette a találkozót. A kapuk többször is veszélyben forogtak, és bár a vendégeknek is akadt nagy helyzetük, a DVTK-nak sikerült egyenlítenie, majd a ráadás perceiben büntetőből megfordította a találkozót.
- A két csapat tavaszi, ugyancsak debreceni 1–1-es döntetlenje után ezúttal a DVTK nyert, a 93. percben szerzett góllal. Most nem volt szerencséje a Mezőkövesdnek, amely az első fordulóban hajrágóllal győzte le ugyanebben a stadionban a Debreceni VSC-t.
- Bódog Tamás csapata hét forduló alatt harmadszor változtatott számára pozitívan az eredményen az utolsó pillanatokban. A Honvéd (2–2) és a Puskás Akadémia (2–2) ellen Vela, most Ugrai volt a főszereplő.
- A Diósgyőrnek ez volt az első hazai győzelme az idényben.
- Forgács Dávid a hatodik, Ugrai Roland a hetedik diósgyőri játékos, aki gólt szerzett az OTP Bank Liga 2017–2018-as idényében. A csereként beállt hátvéd a második élvonalbeli mérkőzésén szerzett fontos gólt. Ugrai az előző idényben öt gólt szerzett diósgyőri mezben.
- A Mezőkövesd az első két fordulóban győzött, azóta ellenben csupán egy pontot gyűjtött.
- A nyáron Kisvárdáról érkezett Cseri Tamás élete első élvonalbeli gólját lőtte.
- Radványi Miklós együttese négy idegenbeli mérkőzésen van túl, ezekből csak a Ferencváros ellenin nem szerzett gólt.[9]

Az előző idény végén a bennmaradásért játszott egymással a két csapat (aztán a további eredmények alakulásának köszönhetően a vesztes DVTK is tagja maradt az élvonalnak), most ellenben jó formában van mindkettő. A hazai mérkőzéseit ugyancsak Debrecenben játszó borsodiak a harmadik helyen állnak, annak ellenére is csupán egyszer kaptak ki, hogy az első hét fordulóban ötször is vendégként játszottak. A cívisvárosban két mérkőzésből egy győzelem, egy döntetlen a mérlegük. A Loki nagyon rosszul kezdte az idényt, de a legutóbbi négy fordulóban hét pontot szerzett az előző szezon első négy helyezettjétől, miközben otthon a Vasast, majd idegenben a Budapest Honvédot is magabiztosan legyőzte. Érdekes, hogy a Diósgyőr 2008. november 8-án nyert legutóbb bajnoki találkozót a DVSC ellen Debrecenben.
A debreceniek vezetőedzője, Herczeg András a mérkőzés előtti nyilatkozatában elmondta, hogy fantasztikus hangulatot vár a hétvégi bajnoki mérkőzésen. Mint elmondta, hasonló teljesítményre lesz szüksége a Lokinak az összecsapáson, mint amit a hétvégi edzőmeccsen nyújtott:
Az biztos, hogy a Diósgyőr nem véletlenül áll a tabella harmadik helyén. Olyan együttesről beszélünk, amely rá tudja kényszeríteni akaratát az ellenfeleire. Bódog Tamás egy nagyszerű társaságot kovácsolt össze, amely agresszív, jó felfogásban játszik. Védekezésben és támadásban is csapatként kell funkcionálnunk, illetve szervezetten kell futballoznunk. Szeretnénk minél több párharcot megnyerni, és lehetőleg minél kevesebb labdát veszíteni a kilencven perc során. Azt gondolom, a hétvégi, Veres Rivne elleni edzőmérkőzésen a játékosok jól megoldották a feladatukat, mindenki élvezte a játékot. Bízunk benne, hogy át tudjuk menteni az akkor nyújtott teljesítményt a borsodiak ellen is. Biztos vagyok benne, hogy egy fantasztikus hangulatú légkör uralkodik majd a Nagyerdei stadionban, hisz mind a két szurkolótábor a csapata mögött van. Egy éles, kiélezett, harcos meccset várok a Diósgyőr ellen.
A vendég DVTK vezetőedzője, Bódog Tamás is nyilatkozott a mérkőzés előtt. Szerinte szerint élvezni fogják a hazai pálya előnyét, utalva ezzel arra, hogy a DVTK stadionjának átépítési munkálatai miatt, ebben a szezonban a diósgyőri csapat otthona szintén a Nagyerdei stadion:
Idegenben lépünk pályára a DVSC ellen, de úgy gondolom, élvezni fogjuk a hazai pálya előnyét - utalt a borsodiak szakvezetője arra, hogy a DVTK a hazai meccseit is a Nagyerdei Stadionban játssza. Biztos vagyok benne, hogy sok szurkolónk kísér majd el minket, és a debreceniek is szép számban látogatnak ki. Egy jó hangulatú mérkőzés lesz, és bízom benne, hogy a két csapat felnő majd a feladathoz, ezért érdemes lesz kijönni az összecsapásra. Nem döntetlenért megyünk, most is arra készülünk, hogy a három pontot hazahozzuk.
| 8. forduló (1330. élvonalbeli mérkőzés) 2017. szeptember 9., szombat 18:00 |

| Debreceni VSC                                                                  | 3 – 1               | Diósgyőr                          |
| ------------------------------------------------------------------------------ | ------------------- | --------------------------------- |
| Varga K. 60' (1–1) 11' Takács 90+3' (2–1) 85' Tabakovics (3–1) 88' Mengolo 56' | (1 – 1) Jegyzőkönyv | 5' (0–1) Óvári 41' Nagy 55' Ugrai |

| Nagyerdei stadion, Debrecen Nézőszám: 5 538 Játékvezető: Berke Balázs (magyar) Asszisztensek: Theodoros Georgiou és Kóbor Péter |

- Diósgyőr: Antal – Nagy T., Lipták , Karan, Forgács (Tamás  81') – Vela, Busai, Nono, Óvári (Bárdos  66') – Ugrai, Makrai (Jóannidisz  75')  Fel nem használt cserék: Rados (kapus), Kitl, Kocsis, Eperjesi. Vezetőedző: Bódog Tamás
- Debreceni VSC: Nagy S. – Bényei, Szatmári, Kinyik, Ferenczi – Bódi (Takács  81'), Jovanovics, Tőzsér , Varga K. (Mészáros N.  90') – Mengolo (Tabakovics  68'), Könyves  Fel nem használt cserék: Novota (kapus), Tisza, Szekulics, Csősz. Vezetőedző: Herczeg András

Gyors gólváltással indult a mérkőzés: a vendégek már a 4. percben megszerezték a vezetést, majd a hazaiak a 11. percben egyenlítettek. Az első félidő folytatása jó iramú, küzdelmes, ám helyzetek nélküli játékot hozott. A második játékrész iramára sem lehetett panasz, mindkét együttes a támadójátékot helyezte előtérbe, így változatos küzdelmet láthatott a közönség. Már-már úgy tűnt, döntetlen lesz a vége, ám az utolsó percekben a debreceniek kétszer is bevették a vendégek kapuját, és otthont tartották a három pontot.
Nyilatkozatok a mérkőzés után:
Kitűnő csapatot győztünk le, minden elismerésem a játékosoké. Noha hamar gólt kaptunk, mindenkinek helyén volt a szíve és az esze. Változatos, izgalmas mérkőzésen szereztünk három pontot. Nagyon boldog vagyok, hogy sikerült. Nem könnyű a DVTK ellen, mert sokszor rá tudja kényszeríteni az akaratát az ellenfelére. Az volt a tervünk, hogy uraljuk a meccset, de el kell ismerni, hogy ez nem mindig sikerült. Egyes időszakokban alkalmazkodni kényszerültünk a Diósgyőr játékához, viszont jó felfogásban futballoztunk, átvészeltük a nehezebb periódusokat, és a végén két akciót is góllal tudtunk befejezni. Ez a labdarúgóink sikere volt. Akik a padon ülnek, azok is a klub értékei, tudtuk, hogy hozzátehetnek a csapat játékához. Korábban is azt mondtam, szerényen, alázatosan dolgozzunk, és ez most sem változott. Igazi csapatként működtünk, talán ennek köszönhető a győzelem.
Mit lehet ilyenkor mondani? Nem futballoztunk rosszul, voltak lehetőségeink, de nem tudtuk pontosan végigvinni az akcióinkat, a hajrában pedig a DVSC gólokat szerzett, így megérdemelten nyert. Ha elmondom a véleményemet, nemhogy eltiltanak, egyenesen lecsuknak! Mindenki láthatta, mi történt, kezd egy kicsit sok lenni ez az egész… A második gól előtti szituáció nyilvánvalóan kulcspillanata volt a mérkőzésnek, ám nem szeretnék ezzel foglalkozni. Sokáig sikerült megvalósítani a tervünket, jó tempóban zajlott a meccs, de nagyon rossz érzés, hogy végül annyi maradt nekünk, hogy tanuljunk ebből a mérkőzésből is. Talán a minőség hiányzott elöl a játékunkból, ezért nem tudtunk nyerni.
- Herczeg András együttese sorozatban a harmadik bajnoki győzelmét aratta. A DVSC a 2015–2016-os idény telén (december-február) győzött egymást követő három bajnokin.
- A legutóbbi két DVSC–DVTK bajnoki mérkőzés egyaránt 3–1-es Loki-győzelmet hozott, előbb Mezőkövesden, majd a Nagyerdei Arénában.
- A DVSC tíz bajnoki gólt szerzett a legutóbbi három bajnoki meccsén. Erre 2014 tavasza óta mostanáig nem volt példa.
- Varga Kevin pályafutása eddigi minden hazai élvonalbeli mérkőzésén gólt szerzett az első félidőben. Kettőből kettő.
- Takács Tamás a visszatérését követő második mérkőzésen szerzett ismét gólt az élvonalban. A mostanit megelőzően legutóbb tavaly július 31-én talált a kapuba az OTP Bank Ligában. A csatár 2014-ben a Diósgyőr színeiben debütált az NB I-ben.
- Harisz Tabakovicsnak ez volt az első gólja az élvonalban. Óvári Zsolt a második találatát érte el.
- A legutóbbi öt fordulóban csupán egyetlen győzelmet arató Diósgyőri VTK másodszor kapott ki a bajnoki idényben, mindkétszer vendégként. E két találkozón, a Balmazújváros és a DVSC ellen összesen hét gólt kapott. A további haton összesen hatot.[13]

| 9. forduló 2017. szeptember 16., szombat 18:00 |

| Diósgyőr                            | 2 – 4               | Paks                                                                                           |
| ----------------------------------- | ------------------- | ---------------------------------------------------------------------------------------------- |
| Ugrai (1–0) 7' Jóannidisz (2–2) 50' | (1 – 2) Jegyzőkönyv | 11' (1–1) Bartha 40' (1–2) Bertus 72' (2–3) 90' Daru 90+3' (2–4) Kulcsár D. 71' Gévay 77' Daru |

| Nagyerdei stadion, Debrecen Nézőszám: 1 092 Játékvezető: Solymosi Péter (magyar) Asszisztensek: Farkas Balázs és Becséri Gergely |

- Diósgyőr: Antal – Eperjesi (Makrai  szünetben), Lipták , Karan, Tamás – Vela, Busai, Nono, Óvári (Kitl  70') – Jóannidisz, Ugrai  Fel nem használt cserék: Rados (kapus), Nagy T., Kocsis, Forgács, Ternován. Vezetőedző: Bódog Tamás
- Paks: Verpecz – Vági, Zachán, Gévay , Szabó – Simon (Kecskés  75') – Koltai, Hajdú (Kulcsár  89'), Papp, Bertus – Bartha (Daru  68')  Fel nem használt cserék: Molnár (kapus), Báló, Simon, Fejős. Vezetőedző: Csertői Aurél

Már a hetedik percben hazai gólnak tapsolhattak a nézők, miután egy védelmi hibát sikerült kihasználniuk a diósgyőrieknek. Nem kellett azonban sokáig várni a válaszra, hat perccel később ugyanis némileg váratlanul egyenlített a Paks. A szünetig viszonylag kiegyenlített játék folyt a pályán, ugyanakkor egy ritkán látható kapushibának köszönhetően mégis a vendégek vonultak előnnyel az öltözőbe. Fordulás után a paksiak kapusa hibázott, ezt pedig kihasználta a DVTK, amely a következő 20 percben némi fölényben futballozott. Az újabb gólt azonban a Paks szerezte egy szép támadás végén, a diósgyőriek pedig ezután erőtlen akciókkal próbáltak ismét egyenlíteni. Ez nem sikerült, sőt, a Paks a lefújás előtti másodpercekben még egy gólt szerzett, s biztossá tette a sikerét.
Nyilatkozatok a mérkőzés után:
Volt az első félidőben egy időszak, amely miatt megdorgáltam a fiúkat, úgy érzem, ezután jól játszottunk. Nyerhető mérkőzés volt ezer helyzettel. Arra kell figyelni, hogy ne csússzunk hátra a tabellán, mert nekünk hátrafelé kell nézni, nem előre. Nem volt semmi extra, csak a szokásos. Nehéz elviselni, hogy ezt ne tegye szóvá az ember. A játékvezető a meccs előtt szólt, hogy normálisan beszéljünk. Én meg azt mondom, hogy normálisan fújjanak. De hogy a meccs végén nem fog velem kezet, az arrogancia.
Katasztrofális volt a védekezésünk, az ellenfél agresszívan letámadott minket, ezért pontatlanul játszottunk. Parádés, hogy szereztünk négy gólt, de a Diósgyőrnek voltak olyan lehetőségei, amelyeket értékesítve megnyerhette volna a meccset. Ám ilyen a foci. Mindenképpen pozitívum, hogy volt bennünk tartás. Daru Bencét már négyszer becseréltem, most rúgott először gólt. Örülünk, hogy megszerezte első találatát az élvonalban.
- A Paks május 6. óta először nyert idegenbeli bajnoki mérkőzést.
- A DVTK-t a mostani előtt legutóbb 2016. április 30-án verte meg vendégként, még Diósgyőrben. Akkor is Csertői Aurél irányította a zöld-fehéreket, a mostani szereplők közül öten (Bartha, Bertus, Koltai, Kulcsár, Papp) játszottak akkor is. A DVTK-ból csupán Lipták Zoltán, Tamás Márk és az akkor a hajrára beállt kapus, Antal Botond maradt hírmondónak. Akkor is Bartha László lőtte az első paksi gólt.
- Az atomváros alakulata a mostani előtt 2015. május 23-án, Pápán nyert legutóbb idegenben négy gólig jutva.
- Bartha László a legutóbbi hat fordulóban négy gólt szerzett.
- Bertus Lajos másodszor, Daru Bence és Kulcsár Dávid először volt eredményes a bajnoki idényben. Utóbbi a 89. percben állt be, nem kellett neki sok idő a gólhoz.
- Daru Bence, aki élete első NB I-es gólját szerezte, ugyancsak mindössze négy perce volt a pályán, amikor bevette Antal Botond kapuját.
- A Diósgyőri VTK sorozatban másodszor szenvedett vereséget, ilyenre még nem volt példa, amióta Bódog Tamás a vezetőedző.
- A DVTK győzelem-döntetlen-vereség mérlege 3-3-3. Ugyanilyen kiegyensúlyozott a hazai (1-1-1) és az idegenbeli (2-2-2) mutató is.
- Ugrai Roland (játszott bárhol is a Diósgyőr pályaválasztóként) a csapat legutóbbi négy „hazai” mérkőzéséből hármon gólt szerzett. Jóannidisz az első gólját szerezte a magyar élvonalban. Ő az első görög nemzetiségű légiós, aki gólt szerzett a magyar élvonalban. (Természetesen magyarországi görögök szereztek már a hatvanas-hetvenes-nyolcvanas években, Jucsovtól Kermanidiszen át a Teodoru fivérekig. Így a Diósgyőrnek is voltak már görög nemzetiségű gólszerzői, Teodoru Borisz és Vaszilisz.) .[15]

| 10. forduló 2017. szeptember 23., szombat 18:00 |

| Ferencváros                                                 | 2 – 0               | Diósgyőr                                  |
| ----------------------------------------------------------- | ------------------- | ----------------------------------------- |
| Varga R. (1–0) 63' Szpirovszki (2–0) 74' Lovrencsics G. 45' | (0 – 0) Jegyzőkönyv | 36' Nagy T. 44' Vela 52' Kocsis 62' Busai |

| Groupama Aréna, Budapest Nézőszám: 9 195 Játékvezető: Szabó Zsolt (magyar) Asszisztensek: Lémon Oszkár és Horváth Róbert |

- Diósgyőr: Rados – Nagy T. (Makrai  74'), Lipták , Karan (Kocsis  29'), Tamás – Vela, Busai, Nono, Óvári – Ugrai, Jóannidisz (Szarka  55') Fel nem használt cserék: Antal (kapus), Forgács, Bárdos, Eperjesi. Vezetőedző: Bódog Tamás
- Ferencváros: Dibusz  – Lovrencsics G., Otigba, Blažič, Pedroso – Szpirovszki (Leandro  89'), Gorriarán – Varga R., Moutari (Sternberg  62'), Paintsil (Böde  62') – Priskin Fel nem használt cserék: Holczer (kapus), Kundrák, Csernik, Koch. Vezetőedző: Thomas Doll

A 63. percben hazai oldalszabadrúgás következett a 16-os mellől, balról, Varga Roland az éles szög ellenére kilőtte a rövid felsőt; (1–0). A 74. percben Böde fordult be a 16-os előterében, lövését Rados védte, azonban a kipattanóra Szpirovszki érkezett, és 6 méterről a hálóba lőtt; (2–0).
Nyilatkozatok a mérkőzés után:
Kemény munka eredménye a mai győzelem, amely egy egységes csapat érdeme. Azt is egyértelműen ki kell jelentenünk, nem játszottunk jobban, mint a DVTK. Az első félidőben nem voltam elégedett a labdarúgók teljesítményével, ennyire önkritikusnak kel lenni. Nem voltunk kellően nyugodtak, hektikusan játszottunk. Kellene 2–3 ember, aki ezekben a szakaszokban lenyugtatja a labdát, nem kell mindig fejjel áttörni a falat, körbe kell nézni, és megjátszani azt. Amikor nem ment a játék, akkor is megküzdöttünk minden labdáért, sok kilométert futottak a játékosok. És persze szükségünk van egy olyan emberre, mint Varga Roland. A mérkőzés bizonyos szakaszában pengeélen táncolt a mérkőzés, akkor nagyobb nyomást tudtunk helyezni a DVTK-ra, és a gól megváltoztatta a mérkőzés menetét. Azt is ki kell emelni, a DVTK-nak volt néhány lehetősége, amikor Dibusz nagyszerűen védett. Sokszor elég passzívan védekeztünk, és a DVTK ezt megérezte, a jó játékosaik megoldották az egy az egy elleni szituációkat. A folytatásban vezettünk néhány kontrát, a második gól előtt is szépen kijátszottuk a helyzetet, egy harmadikkal el is dönthettük volna a találkozót korábban. Jó úton haladunk.
Gratulálok a Ferencvárosnak!
- A Ferencváros az első öt fordulóban hét, a második ötben tizenhárom pontot szerzett. Ezzel szemben a DVTK az első ötben nyolcat, a másodikban csupán négyet.
- Thomas Doll csapata a Groupama Arénában a mostani bajnoki szezonban két döntetlen mellett négyszer nyert, a legutóbbi három meccsén kilenc pontot gyűjtött. Ősszel eddig 77,77 százalékos a hazai mérlege, tavasszal 57,14 százalékos volt.
- Varga Roland a tizedik fordulóban a tizenegyedik gólját szerezte, ezzel megismételte Böde Dániel 2015 őszi idénykezdését.
- A macedón Sztefan Szpirovszki az első gólját szerezte az OTP Bank Ligában. Három meccsen játszott eddig, a Ferencváros mindegyiket megnyerte.
- A zöld-fehérek 2017-ben mindössze másodszor nyertek sorozatban három bajnoki meccset. Ráadásul áprilisban az előző idény végtabellájának utolsó négy helyezettjéből vertek meg hármat (Gyirmót, Mezőkövesd, MTK), most pedig a Vasas és Honvéd után a Diósgyőrt győzték le.
- Bódog Tamás először kapott ki élvonalbeli edzőként sorozatban három mérkőzésen.
- A borsodiak mindössze másodszor maradtak szerzett gól nélkül az idényben.[17]

 A Videoton első bajnokcsapatában pályaedzőként fontos szerepet vállaló Bódog Tamás eddigi legrosszabb periódusát éli meg a Diósgyőr vezetőedzőjeként, a legutóbbi három fordulóban nem szerzett pontot a csapata. A hazai pályának választott Nagyerdei stadionban csak a Mezőkövesdet tudta legyőzni, pozitívum ellenben, hogy mindhárom mérkőzésén szerzett két gólt. A Videoton az utóbbi hetekben megtorpant, a legutóbbi két fordulóban összesen egy pontot szerzett, ráadásul legjobb játékosa, Danko Lazovics továbbra is az eltiltását tölti. A legutóbbi, a Vasas elleni vereség előtt kiváló volt Marko Nikolics csapatának idegenbeli bajnoki mérlege: három mérkőzés, három győzelem.
| 11. forduló 2017. szeptember 30., szombat 18:00 |

| Diósgyőr                                                  | 2 – 3               | Videoton                                                                           |
| --------------------------------------------------------- | ------------------- | ---------------------------------------------------------------------------------- |
| Ugrai (1–0) 17' Jóannidisz (2–2) 78' Karan 47' Szarka 85' | (1 – 0) Jegyzőkönyv | 54' (1–1) Hadžić 72' (1–2) 45' Henty 86' (2–3) 56' Pátkai 90+1' Nego 90+4' Stopira |

| Nagyerdei stadion, Debrecen Nézőszám: 1 322 Játékvezető: Farkas Ádám (magyar) Asszisztensek: Huszár Balázs és Varga Gábor |

- Diósgyőr: Antal – Nagy, Lipták, Karan, Tamás M. (Makrai  77') – Vela, Busai (Kocsis  60'), Nono, Ugrai – Szarka, Jóannidisz Fel nem használt cserék: Bukrán (kapus), Óvári, Tóth B., Forgács, Eperjesi. Vezetőedző: Bódog Tamás.
- Videoton: Kovácsik – Nego, Juhász, Fiola, Stopira – Suljić (Szolnoki  90+1'), Varga J., Pátkai, Hadžić – Henty (Géresi  77'), Scsepovics (Tamás K.  90+3') Fel nem használt cserék: Horváth (kapus), Fejes, Szabó B., Tóth B.. Vezetőedző: Marko Nikolics.

Az első játékrészben egyértelműen a pályaválasztó diósgyőriek akarata érvényesült. Bódog Tamás együttese agresszív játékával meglepte az éllovast, és a 17. percben Ugrai Roland balról, az alapvonaltól 20 méterre lövésre vállalkozott, és hatalmas gólt lőtt a léc alá; (1–0). A fordulás után más felfogásban futott ki a vendégcsapat a pályára, átvette a játék irányítását, s korán megszerezte az egyenlítő találatot: az 54. percben jobboldali támadás végén Scsepovics találta el a rövid oldalon a felső lécet, a kipattanóra Anel Hadžić érkezett, és a hálóba lőtt; (1–1). Sőt, a játékrész közepére fordított is a vendég csapat: a 72. percben gyors támadás végén Nego jobb oldali beadását a kapu előteráből lőtte a hálóba Ezekiel Henty; (1–2). A folytatásra a DVTK nem esett össze, hat perc múlva egyenlített: a 78. percben, az előtte 1 perccel cserekén beálló Makrai okosan nem a kapu elé tette jobbról a labdát, hanem visszafelé az érkező Nikólaosz Jóannidisz elé, aki nagy gólt ragasztott a bal fölső sarokba; (2–2). Az utolsó szó a hajrában komoly energiákat mozgósító Videotoné lett, mely Pátkai találatával megszerezte a győzelmet: a 86. percben, a szintén csereként beállt Géresi jobb oldali beadását középen Pátkai Máté lőtte a hálóba; (2–3), ezzel megőrizte helyét a tabella élén.

### Második kör
A DVTK az elmúlt hetekben a mezőny legrosszabb formában lévő csapata lett, egyedüliként nem szerzett pontot a legutóbbi négy fordulóban. Pályaválasztóként Debrecenben négy mérkőzést játszott eddig, csak a Mezőkövesdet gyűrte le, a 360 játékpercben nyolc pontot veszített. Ugyanakkor érdekes, hogy mind a négy találkozóján két-két gólt szerzett, igaz, a legutóbbi kettőn, hetet kapott. Ezeket el is veszítette. A Vasas a legutóbbi négy mecséből hármat megnyert, egyet elveszített, a negyedik helyen áll, de a vesztett pontokjat tekintve jobb, mint a most harmadik DVSC. A piros-kékek vendégként három vereség után nyertek ismét, a Bozsik József Stadionban fölényesen, 4–1-re megverték a Honvédot. A Vasas 2009 óta nem nyert élvonalbeli bajnoki mérkőzést a Diósgyőr vendégeként.
| 12. forduló 2017. október 14., szombat 15:30 |

| Diósgyőr | 5 – 0               | Vasas                 |
| --- | ------------------- | --------------------- |
| Nono (1–0) 14' Ugrai (2–0) 48' • (3–0) 58' Vela (4–0) 71' Jóannidisz (5–0) 77' Lipták 19' Eperjesi 51' Forgács 88' | (1 – 0) Jegyzőkönyv | 15' Remili 63' Berecz |

| Nagyerdei stadion, Debrecen Nézőszám: 1 081 Játékvezető: Pintér Csaba (magyar) Asszisztensek: Berettyán Péter és Kóbor Péter |

- Diósgyőr: Antal – Eperjesi, Lipták , Karan, Forgács – Vela, Busai, Nono (Kocsis  54') – Ugrai (Óvári  73'), Szarka (Makrai  79'), Jóannidisz Fel nem használt cserék: Bukrán (kapus), Tóth B., Nagy, Bárdos. Vezetőedző: Bódog Tamás.
- Vasas: Kamenár – Beneš, James (Vaskó  67'), Risztevszki – Szivacski, Burmeister, Berecz (Vogyicska  65'), Hangya – Kulcsár, Gaál, Remili  (Vérgosz  57') Fel nem használt cserék: Nagy G. (kapus), Ádám, Pavlov, Vida. Vezetőedző: Michael Oenning

Lendületesen kezdett a Diósgyőr – Ugrai Rolandot már ekkor nehezen tartották a Vasas védői –, és szűk negyedóra elteltével megszerezte a vezetést a hazai csapat. Ezután a fővárosiak többször próbálkoztak támadásvezetéssel, de gólhelyzetet nem sikerült kialakítaniuk. Folyamatos játék nem igazán alakult ki, a mérkőzés a taktikusan játszó DVTK elképzelése szerint alakult. Még inkább így volt ez a szünet után, amikor Ugrai két ellentámadást góllal fejezett be. A Vasas ezután meddő mezőnyfölényben játszott, ám a hazaiak támadásai rendre veszélyt jelentettek, és ezekből további kettő még eredményes is volt. A bajnokságban hullámzóan szereplő Vasas játéka a második 45 percre szétesett, így a Diósgyőr megérdemelten gyűjtötte be a három pontot. A hatékonyan futballozó DVTK az előző négy összecsapásán nem tudott pontot szerezni, így rossz sorozatot szakított meg szombati fölényes győzelmével.
Nyilatkozatok a mérkőzés után:
Nekünk ma minden összejött, igaz, a Vasasnak is volt lehetősége, de nem sok. Talán kissé langyosan kezdtük a mérkőzést, de utána rendesen belelendültünk. Megérdemelte a csapat, hogy hosszú hetek után újra nyerjünk. Berúgtuk a helyzeteket, amit eddig kihagytunk, mert a mi oldalunkra állt az a kis szerencse, ami eddig hiányzott. És emellett, amikor belelendültünk, sokkal jobbak voltunk a Vasasnál, csak idő kérdése volt, hogy mikor jön ki a csapatból. Ugyanez előfordulhatott volna az elmúlt négy mérkőzés bármelyikén, és akkor nyerünk. Nem ez volt a legjobb meccsünk, elmúlt hetekben játszottunk jobban, amikor veszítettünk. Emberelőnyben lehettünk volna figyelmesebbek, mert az utolsó tíz percben a Vasas többször lőtt kapura, mint mi. Ugrai hetek óta jó formában játszik, amit a válogatottba is át tudott menteni. Húzóember, megmaradt benne az a dinamika, gólveszély, ami eddig is jellemezte. Nem csak neki, hanem a csapatnak is lendületet adott, hogy meghívták a válogatottba. Le a kalappal a játékosok előtt, a hozzáállásuk parádés, és nem minden nap nyer egy csapat 5–0-ra, de mindig van olyan, amit lehet javítani.
Ha az ember csapata 5–0-ra kikap, akkor nincs más teendő, mint a saját berkeinken belül szépen, nyugodtan megbeszélni a történteket. Az első félidőben nem vétettünk túl sok hibát, jól játszottunk, előre játszottunk, igyekeztünk helyzeteket kialakítani, és abból megszerezni a vezetést. Végül egy eléggé átláthatatlan szituációból kaptunk gólt, ezt vissza kell néznem. Utána túlságosan akartunk egyenlíteni, és ebből fakadóan két olyan kontrába futottunk bele, ahol egy az egy elleni szituáció alakult ki. Ezt követően mondhatni, a mérkőzés el is dőlt. A folytatásban – különös tekintettel arra, hogy harcias mérkőzést játszottunk – igyekeztem megvédeni a saját játékosaimat önmaguktól, nem hiányzott a kiállítás, ezért cseréltem többet. Az egészre végül Kire Risztevszki sérülése tett még rá egy lapáttal, amikor már nem tudtunk cserélni. Ez egy olyan nap volt, amikor semmi nem jött össze. Ügyelni kell arra, hogy megfelelően kezeljük ezt a mérkőzést, mert kedden újra pályára lépünk. Voltak olyan elemek az első félidőben, amire lehet építkezni, nem kell félni a közeljövő meccseitől. A Haladás ellen bebizonyítjuk, hogy nem felejtettünk el focizni!
A DVTK négy vereség után „megtáltosodott”, az előző fordulóban 5–0-ra kiütötte a Vasast. Mindazonáltal nem jó a hazai mérlege, csupán két meccset nyert meg eddig pályaválasztóként Debrecenben a mostani idényben. A Budapest Honvéd csak az ötödik helyen áll, de ennek semmiképpen sem az idegenbeli mérlege az oka. Idegenben még veretlen, háromszor nyert, kétszer döntetlent játszott. Bódog Tamás együttese áprilisban (Mezőkövesden és nem Debrecenben) pályaválasztóként 2–0-ra nyert a Honvéd ellen.
| 13. forduló 2017. október 21., szombat 18:00 (Kettős rangadó) |

| Diósgyőr                               | 2 – 1               | Budapest Honvéd    |
| -------------------------------------- | ------------------- | ------------------ |
| Ugrai (1–0) 20' Jóannidisz (2–1) 90+3' | (1 – 1) Jegyzőkönyv | 37' (1–1) Holender |

| Nagyerdei stadion, Debrecen Nézőszám: 4 500 Játékvezető: Szabó Zsolt (magyar) Asszisztensek: Tóth II. Vencel és Szalai Balázs |

| 19. forduló (1341. élvonalbeli mérkőzés) 2017. december 9., szombat 16:00 (tv: M4 Sport) |

| Diósgyőr                                                                  | 3 – 2               | Debreceni VSC |
| ------------------------------------------------------------------------- | ------------------- | --- |
| Ugrai 45+1' (1–0) 11' Karan (2–0) 17' Busai (3–1) 76' Vela 53' Kocsis 73' | (2 – 1) Jegyzőkönyv | 36' (2–1) Takács 82' (11-esből) (3–2) Tőzsér 45+2′ Jovanovics 53' Könyves 55' Kinyik 87' Szatmári 90+5′, 90+6′ Ferenczi |

| Városi stadion, Mezőkövesd Nézőszám: 1 655 Játékvezető: Bognár Tamás (magyar) Asszisztensek: Buzás Balázs és Kóbor Péter |

- Debreceni VSC: Novota – Bényei (Sós  87'), Kinyik, Szatmári, Ferenczi – Bódi, Jovanovics, Tőzsér , Varga K. (Filip  szünetben) – Könyves, Takács (Mengolo  71') Fel nem használt cserék: Szabados (kapus), Mészáros N., Csősz, Nagy K.. Vezetőedző: Herczeg András
- Diósgyőr: Antal – Nagy, Lipták , Karan, Tamás – Vela, Busai (Eperjesi  89'), Kocsis – Ugrai (Tóth B.  90+5'), Jóannidisz (Szarka  75'), Bacsa Fel nem használt cserék: Bukrán (kapus), Óvári, Forgács, Nono. Vezetőedző: Bódog Tamás.

A 11. percben megszerezte a vezetést a hazai csapat, egy bal oldali beadás után a labda a büntetőterületen belül addig pattogott, míg Ugrai Roland elé került, aki 12 méterről, középről a kapu bal alsó sarkába lőtt, a vendégek kapusa Novota János nem sokat láthatott, így nem tudott hárítani; (1–0). A 17 percben újabb hazai gól és újból egy rögzített helyzetből: Ugrai bal szélről szabadrúgást lőtt be a vendégek kapujának előterébe, Dejan Karan az öt méteres sarkáról csúsztatott a kapu jobb oldalába; (2–0). A 36. percben szépített a DVSC, szintén pontrúgásból: Tőzsér Dániel ívelte be jobb oldalról a szögletet a kapu előterébe, Kinyik Ákos feje felett elszállt a játékszer, pont Takács Tamás lábára, aki a vendégek rávetődő kapusát, Antal Botondot megelőzve juttatta a labdát az üres kapuba 4 méterről; (2–1). Az első félidő lefújását követően az öltözőbe vonuló játékosok között dulakodás tört ki, a játékvezető Jovanovicsot kiállította, így a második félidőt emberhátrányban kezdik a vendégek. A második félidő első felében nem látszott, melyik csapat van eggyel kevesebb játékos, a Debrecen egymás után dolgozta ki helyzeteit, az egyik legnagyobból majdnem gól is lett: a 74. percben Bényei hatalmas bedobása előbb Mengolohoz, majd Bódihoz került, aki a bal szélen üresen álló Ferenczit indította, aki pedig kapásból egy hatalmas kapufát lőtt a vetődő Antal mellett. A 76. percben tovább növelte előnyét a DVTK egy gyors kontratámadást követően: a vendégek három szögletrúgást végeztek el egymás után, melyből az utolsó kisszöglet volt, Tőzsér lövése lepattant, amelyből a hazaiak gyors felfutással egy helyzetet alakítottak ki, melyet a 7 méteren üresen álló Busai Attila fejezett be az elvetődő Novota mellett; (3–1). A 80. percben ismét Ferenczi hagyott ki egy hatalmas gólhelyzetet, 8 méterről, az ötméteres bal sarkáról az elvetődő Antalba lőtte a labdát. A 81. perben ismét szépített a Debrecen: egy bal oldali szögletrúgást követően Karan Szatmárit rántotta le az ötméteresen belül, a megítélt büntetőt a csapatkapitány, Tőzsér magabiztosan rúgta magasan az elvetődő kapus fölött a kapuba (ebben a szezonban ez volt a negyedik tizenegyes, amelyet megítéltek a csapatnak és mindet ő értékesítette); (3–2). A 96. percben Ferenczi és Eperjesi egymás mellett, futva harcoltak a labdáért, a borsodi játékos a nyakánál fogva rántotta le a debreceni védőt, ám a játékvezető Ferenczit látta szabálytalannak, sárga lap és mivel ez neki már a második volt a mérkőzésen, így a pirosat is felmutatta neki. Így a DVSC 9 emberrel fejezte be a keleti rangadót.
Mérkőzés utáni nyilatkozatok:
Mindenekelőtt gratulálok a DVTK-nak! Az első húsz percben veszélyesebbek voltak, fölénk nőttek agresszivitásban, a párharcokat is megnyerték. Rúgtak is két gólt egy bedobás, valamint egy szabadrúgást követően. Ezt követően fokozatosan feljöttünk, megszereztük a szépítő találatot is. Nem tudom, mi történt az első félidő lefújása után, mi váltotta ki az indulatokat, de sajnos elveszítettünk egy játékost. Sosem tudtjuk meg, mi történt volna, ha a második játékrészben is teljes létszámban tudjuk folytatni a találkozót, hiszen 10 emberrel is benne volt az egyenlítés a mérkőzésben. Örök tanulság, hogy higgadtan kell játszani, nem szabad elveszíteni a fejünket semmilyen vélt, vagy valós sérelem miatt. A csapatnak a második félideji játékért és az akaratáért, illetve az egész őszi szereplését gratulálok, hiszen nagyszerűen teljesítettek a játékosok, a dobogón végeztünk a szezon végén. Nagyon sajnálom a mai vereséget, és bosszús vagyok a két kiállítás miatt, mert elvesztettünk két meghatározó játékost, nehéz lesz úgy elkezdeni a felkészülést.
Jó újra nyerni! Az első félidő alapján megérdemelten nyertünk, de a DVSC erejét mutatja, hogy amit a második félidőben, emberhátrányban produkáltak, az parádés volt. Kétszer-háromszor szerencsénk volt, mindamellett, hogy nekünk is voltak hatalmas lehetőségeink. Az első félidő talán az egyik legjobb félidő volt, mióta a DVTK kispadán ülök. Megvoltak a területre belépések, a labda nélküli elmozgások, agresszívak voltunk, indultunk, a párharcokat megnyertük. Ha ezt a teljesítményt 90 percen keresztül meg tudnánk valósítani, akkor lennénk igazán jó csapat, persze így is jó csapat vagyunk. Gratulálok a DVSC-nek is, nagyon jó csapatot csinált a kolléga úr! Összességében, ha abból indulok ki, hogy tavaly éppen bennmaradtunk, akkor előre léptünk, fejlődtünk. Eljutottunk oda, hogy majdnem minden mérkőzésen reális esélyünk van a győzelemre. Van hová fejlődni, továbblépni, megelégedni nem fogunk. Bízom benne, hogy jó felkészülés után még erősebbek leszünk!

### Harmadik kör
| 27. forduló 2018. április 21., szombat 17:00 |

| Diósgyőr                                            | 0 – 1               | Puskás Akadémia                                            |
| --------------------------------------------------- | ------------------- | ---------------------------------------------------------- |
| Makrai (1–1) 10' Vela (2–2) 89' Busai 55' Karan 65' | (0 – 1) Jegyzőkönyv | 4' (0–1) Heris 75' (1–2) Prosser 13' Spandler 80' Márkvárt |

| Városi stadion, Mezőkövesd Nézőszám: 1 262 Játékvezető: Bognár Tamás (magyar) Asszisztensek: Ring György és Horváth Róbert |

- Puskás Akadémia: Hegedüs L. — Poór (Osváth  35'), Hegedűs J., Spandler, Trajkovski — Szakály P., Knežević (Mevoungou  85'), Molnár, Balogh B., Perošević — Henty (Diallo  87') • Fel nem használt cserék: Tóth (kapus), Radó, Prosser, Bačelić-Grgić • Vezetőedző: Pintér Attila
- Diósgyőr: Antal – Eperjesi, Lipták  (Kocsis  58'), Tamás, Sesztakov — Hasani (Vela  szünetben), Tóth B. (Bacsa  51'), Busai, Ugrai — Makrai, Jóannidisz • Fel nem használt cserék: Radoš (kapus), Óvári, Nagy, Szarka • Vezetőedző: Bódog Tamás

A kezdeti "ismerkedés" után fölénybe került a Puskás Akadémia, s ez a fölény a félidő derekán – megérdemelten – góllá is érett: a 23. percben Knežević jobb oldali, ballábas szabadrúgását az ötösről fejjel a kapu közepébe csúsztatja Szakály Péter; (0–1). Ezt követően megpróbált nagyobb sebességi fokozatba kapcsolni a Diósgyőr, de a többnyire ötlettelen támadásit könnyedén hatástalanította a vendégcsapat védelme. A felcsútiak kontrákra rendezkedtek be, de ezekből nem alakult ki igazi veszély. A szünet után Bódog Tamás vezetőedző cserékkel frissítette fel csapatát, amely változatlanul beszorította ellenfelét, de komoly helyzetet továbbra sem tudott kialakítani. A Puskás Akadémia magabiztosan őrizte előnyét, és a védekezés mellett gyors ellentámadásokra is futotta az erejéből. Egy ilyen végén kapufát is rúgott, s többször csak Antal Botond védésének volt köszönhető, hogy nem született újabb vendéggól. A DVTK zsinórban hatodik meccsén maradt nyeretlen, míg a Puskás Akadémia négy találkozó óta veretlen.
| 29. forduló 2018. május 5., szombat 17:00 Stadionavató mérkőzés |

| Diósgyőr | 0 – 1               | Mezőkövesd Zsóry FC                                 |
| -------- | ------------------- | --------------------------------------------------- |
|          | (0 – 0) Jegyzőkönyv | 88' (0–1) Drazsics 12' Farkas 17' Vadnai 71' Koszta |

| DVTK-stadion, Miskolc Nézőszám: 12 753 Játékvezető: Erdős József (magyar) Asszisztensek: Berettyán Péter és Szécsényi István |

- Diósgyőr: Antal — Nagy, Karan , Forgács, Tamás — Vela (Makrai  70'), Busai, Kocsis (Óvári  80'), Ugrai — Jóannidisz, Bacsa (Hasani  74') • Fel nem használt cserék: Radoš (kapus), Lipták, Ternován, Eperjesi • Vezetőedző: Fernando Fernández
- Mezőkövesd: Dombó — Pillár, Szeles, Katanec, Vadnai — Farkas, Iszlai, Cseri (Szalai  87'), Tóth B. (Drazsics  45+1') — Koszta (Novák  90+4'), Bognár • Fel nem használt cserék: Tarczy (kapus), Mlinar, Oláh, Hudák • Vezetőedző: Tóth László

A Diósgyőr 2016 novembere óta nem futballozhatott saját pályáján, 26 hazai mérkőzést volt kénytelen albérletben lejátszani, szombaton viszont igazán otthon érezhette magát. A pályára vonuló csapatokat piros-fehérbe "öltözött" szinte teli lelátó és hangorkán várta. A DVTK játékosai piros, erre az alkalomra készült egyedi mezben léptek pályára. Az első félidőben leginkább az érződött, hogy egyik csapat sincs igazán jó formában, a felek nem vállaltak nagy kockázatot azzal, hogy nagy erőkkel támadtak volna. A Mezőkövesd tudatosabban futballozott, egyszer-kétszer megbontotta a hazai védelmet, a legnagyobb helyzet mégis a DVTK előtt adódott, amikor a 35. percben a Jóannidisz a kapufára fejelt. A második félidőben a DVTK próbálkozott támadásvezetéssel, de ötlettelenül, a Mezőkövesd pedig továbbra is szervezetten játszott. A 88. percben a Mezőkövesd megszerezte a győztes gólt: Koszta Márk jó ütemű kiugratása után a ziccerben kilépő Drazsics lőtte ki a bal alsó sarkot; (0–1). A DVTK – amelynél másfél hete Bódog Tamás helyett a spanyol Fernando Fernándezt nevezték ki vezetőedzőnek – már nyolc mérkőzés óta nyeretlen. A fordulót sereghajtóként kezdő, de győzelmével a kilencedik helyre előre lépő vendégcsapat öt nyeretlenül megvívott találkozó után győzött.
Ez egy nehéz nap volt, jó érzésekkel vártuk a találkozót, felkészültünk az ellenfélből, mégis vereség lett a vége. Jól kezdtük a mérkőzést, az első félidőben két tiszta helyzetünk adódott, amit értékesíteni kellett volna ilyen nyomás alatt. A második játékrész elején egyenlő erők küzdöttek, az utolsó húsz percben viszont a Mezőkövesd játéka veszélyesebbé vált. Ekkor a játékosok nem tudták kezelni a kialakult helyzetet. Az előző héthez képest néhány dolgot jobban csináltunk, egységesebbek voltunk, helyzeteket is sikerült kialakítani. Mindig győzelemre játszunk, a jelenlegi helyzetünkben nem is tehetünk másként, ezért játszott ennyi támadó szellemű játékos a pályán. Az viszont tény, hogy másodszor is gólképtelenek maradtunk, ezért elsősorban a gólszerzés területén kell fejlődnünk. Csak jókat mondhatok a szurkolókról, megtöltötték a stadiont, ebben a helyzetben nagyon nagy szükségünk van rájuk hétről hétre. Megértem, hogy idegesek, mert nem győztünk, nekik is fontos lett volna a siker. Én is szerettem volna látni a játékosok szemében a tüzet, a szenvedélyt, én is többet várok tőlük. Tény, hogy a játékosoknak is meg kell tanulni az ilyen helyzeteket kezelni. Ez a keret áll a rendelkezésemre, négy mérkőzés maradt, előre kell néznünk, hogy elérjük céljainkat.
Furcsa érzés úgy örülni, hogy egy ünnepet rontottunk el, de öt év múlva egy nagyon szép emlék lesz a mai nap mindenki számára. A mérkőzés után mondhatom, hogy jobban örültünk volna egy 2-1-nek, mint egy 1–0-nak, mert akkor hallhattunk volna egy gólörömöt tizenötezer torokból. Reméljük a következő mérkőzéseken többször is megtörténik! Úgy érzem, megérdemelten nyertünk, mi irányítottunk végig a mérkőzést. Nehéz helyzetben van mind a két csapat, kiderült a mi csapatunkban, hogy kire lehet számítani. Szeles Tamást szokásom ellenére kiemelem, mert sérülése után válogatott szinten játszott. Ha hamarabb megszereztük volna a vezetést, akkor könnyebb mérkőzést játszottunk volna. A jövő héten egy újabb rivális ellen lépünk pályára, amit ha behúzunk, akkor előnybe kerülhetünk a vetélytársainkkal szemben. Van potenciál a csapatban, bízom benne, hogy a következő hetekben benn tudunk maradni.DVTK–Nezőkövesd mérkőzés tudósítása a Diósgyőri VTK hivatalos honlapján. dvtk.eu (2018. május 5.)  (Hozzáférés: 2018. május 6.)
Rendkívül nagy téttel bíró találkozó lesz, mind a két csapat számára fontos lenne a három pont megszerzése. A DVTK jelenleg a tabella 10. helyén áll, csakúgy, mint a Vasas, ők is 30 pontot szereztek eddig. Mindössze jobb gólkülönbségük miatt állnak a vonal felett, ezért minden bizonnyal nagy erőket mozgósítanak majd a győzelemért. Nincsenek jó formában a borsodiak, elmúlt öt mérkőzésükön nem szereztek pontot, így közös megegyezéssel szerződést bontottak Bódog Tamással. A kispadra a Real Madrid és a Diósgyőr korábbi játékosa, Fernando Fernandez ült le. A legutóbbi fordulóban már ő vezette a csapatot, ám bemutatkozása nem sikerült jól, a Mezőkövesdtől 1–0-s vereséget szenvedtek a stadionavatón.
Ami a Lokit illeti, az elmúlt hétvégén a Budapest Honvéd otthonában lépett pályára, ahol jó játékkal, Harisz Tabakovics duplájával és Sós Bence góljával 3–1-es sikert aratott. Herczeg Andrásék a héten már játszottak tétmeccset, ugyanis kedden rendezték a Magyar Kupa elődöntőjének visszavágóját. A DVSC négygólos hátrányból várta a párharc második felvonását, ráadásul tovább nehezítette vezetőedzőjük dolgát, hogy több alapemberre sem számíthatott. A debreceniek mindent megtettek annak érdekében, hogy ledolgozzák a hátrányt. Folyamatos nyomás alatt tartották a felcsútiakat, amelynek meg is lett az eredménye, Tisza Tibor és Takács Tamás góljával 2–0-s sikert arattak. Ez azonban nem volt elég a bravúrhoz, így 4–2-es összesítéssel a Puskás Akadémia jutott a kupadöntőbe.
A téli átigazolás során a DVTK-hoz került a korábbi alapemberünk Dusan Brkovics, illetve Florent Hasani és Szerhij Seasztakov, míg Kitl Miklós (Dorog), Nemes Milán (Siófok), Oláh Bálint (Mezőkövesd) és Nono (Slovan Bratislava) elhagyta a klubot.
A Diósgyőr és a Loki idei első egymás elleni meccsét szeptemberben rendezték Debrecenben. A 4. percben Óvári Zsolt révén a borsodiak szerezték meg a vezetést, ám nem örülhettek sokáig, hisz hét perccel később Varga Kevin góljával kiegyenlítettek a hazaiak. Sokáig úgy tűnt, egy-egy ponttal gazdagodnak a csapatok, ám a 85. percben Takács Tamás, majd a 88. percben Harisz Tabakovics is betalált, így 3–1-re nyertek a debreceniek. A második mérkőzésre december közepén, Mezőkövesden került sor. Tizenhét perc elteltével már kettővel vezetett a Diósgyőr, Takács 36. percben lőtt góljával azonban a Loki visszajött a meccsbe. A találkozó hajrájában mind a két fél betalált (előbb Busai Attila, majd Tőzsér Dániel), így 3–2-es borsodi sikerrel zárult az összecsapás, amelyet egyébként Jovanovics és Ferenczi kiállítása miatt kilenc emberrel fejeztek be a hajdúságiak.
A két együttesnek a szombati lesz az 52. egymás elleni mérkőzése az élvonalban. A DVSC 33-szor, a Diósgyőr 8-szor nyert, döntetlen 10 alkalommal született. A gólkülönbség is a Loki javára billen, 108–44 arányban.
A debreceni Bényei Balázsnak öt sárga lapja miatt ezt a mérkőzést ki kell hagynia.
Mérkőzés előtti nyilatkozatok:
Az egykor a borsodiakat is erősítő Takács Tamás szerint a Puskás elleni Magyar Kupa visszavágón mutatott játékra kell alapozni a DVTK ellen is:
A keddi mérkőzés jól nézett ki, nagyszerű teljesítményt nyújtott az egész társaság és ha így fogunk játszani a Diósgyőr ellen, nem lesz félnivalónk.
A Loki Honvéd elleni bajnokiján Harisz Tabakovics duplája azt jelentette számára, hogy a házi góllövőlista élére ugrott:
Nagyon boldog vagyok, hogy mostanság többször is eredményes voltam, szeretném megtartani ezt a jó formát és segíteni a csapatot. Az előző két mérkőzésünket megnyertük, remélem, ez a jó sorozat a Diósgyőr ellen sem fog megszakadni.
Herczeg András sajnálja, hogy nem sikerült a bravúr, a négy gólos hátrányt ledolgozása a Magyar Kupában, de a mutatott játékkal elégedett volt:
Nagyon csalódottak voltunk a Puskás Akadémia elleni első meccs kudarca miatt, erre némi gyógyír volt a visszavágón aratott győzelem. Arra a játékra mindenképpen lehet építeni, hazai pályán ugyanis meg tudnánk vele verni a Diósgyőrt. Szombaton is az lesz a célunk, hogy legyőzzük a Diósgyőrt és fontos három pontot szerezzünk. Mind a két csapat számára nagy téttel bíró összecsapás lesz, biztos vagyok benne, kellő motivációval lépnek majd pályára a felek. Már csak azért is, mert a borsodiak a bennmaradásért, mi pedig a dobogóért küzdünk. Döntő lesz, melyik gárda lesz erősebb mentálisan a kilencven perc során.
A vendégek nemrégiben kinevezett spanyol vezetőedzője, Fernando Fernandez elmondta, hogy nincs idő a múlttal foglalkozni, ehelyett a DVSC elleni mérkőzésre kell koncentrálni, mert egy győzelem kulcsfontosságú a csapat jövője szempontjából:
Szükségünk van a DVSC elleni győzelemre, azért dolgozunk egész héten, hogy megszerezzük a jövőnk szempontjából kulcsfontosságú három pontot. Munkával és fejlődéssel tudunk előre lépni. Két hete dolgozom a csapattal, és tudom, a legutóbbi két mérkőzésen gólképtelenek maradtunk, de egész héten azon dolgoztunk, hogy megoldjuk ezt a problémát. Hinnünk kell a játékosokban. Nehéz volt a legutóbbi vereséget feldolgozni, mert senki nem számított erre az újjáépített stadion nyitómeccsén egy közvetlen rivális ellen. A foci ilyen, nagyon rosszul éreztük magunkat utána, de másnap is felkelt a nap, és újra elkezdtük a munkát, immár a DVSC elleni találkozóra koncentrálva. Nincs időnk a múlttal foglalkozni azon túl, hogy természetesen ki kell javítani a múltkor látott hibákat. Nagyon fontos, hogy minden rajtunk múlik, a saját kezünkben tartjuk a sorsunkat. Nemcsak jó játékosokra, hanem jó versenyzőkre van szükség ebben a helyzetben. Kedden élőben láttam a DVSC-Puskás Akadémia mérkőzést a Magyar Kupában, a legutóbbi hat bajnokijukat pedig felvételről, és ez alapján elmondhatom, hogy jó csapat vár ránk, amelyik minden csapatrészében rendelkezik tapasztalt, kiemelkedő képességű labdarúgókkal. Ráadásul Tabakovics kitűnő formában játszik, több duplát is szerzett a közelmúltban. Sikerült megismerni őket, és egész héten azon dolgoztunk, hogyan tudjuk hatástalanítani őket, ezért szombaton élvezetes mérkőzésre számítok.
| 30. forduló 2018. május 12., szombat 17:00 (tv: M4 Sport) |

| Debreceni VSC                                                               | 2 – 1               | Diósgyőri VTK                      |
| --------------------------------------------------------------------------- | ------------------- | ---------------------------------- |
| Tabakovics (1–0) 14' • (2–0) 41' Kinyik 52' Kusnyír 56' Barna 65' Filip 87' | (2 – 0) Jegyzőkönyv | 73' (2–1) Bacsa 1′ Tamás 36' Ugrai |

| Nagyerdei stadion, Debrecen Nézőszám: 3 383 Játékvezető: Farkas Ádám (magyar) Asszisztensek: Albert István és Georgiou Theodoros |

- Diósgyőr: Radoš  – Nagy, Karan, Tamás, Forgács — Hasani (Vela  56'), Kocsis, Ugrai, Busai, Varga J. (Ternován  62') — Jóannidisz (Bacsa  72') • Fel nem használt cserék: Bukrán (kapus), Lipták, Szarka, Eperjesi • Vezetőedző: Fernando Fernandez
- Debreceni VSC: Nagy S. — Filip, Kinyik, Szatmári, Barna — Jovanovics, Kusnyír (Könyves  70'), Tőzsér , Varga K. — Sós (Tisza  65'), Tabakovics (Takács  49') • Fel nem használt cserék: Košický (kapus), Kuti, Mészáros N., , Szekulics • Vezetőedző: Herczeg András

A 20. másodpercben 10 főre apadt a vendégek létszáma: Sós Bence kapott remek kiugratást, majd a debreceni támadót elsodorta a diósgyőri védő, Tamás Márk, szemben a kapuval, attól 17 méterre, a játékvezető, Farkas Ádám azonnal kiállította a diósgyőrit. A 14. percben megszerezte a vezetést a DVSC: Varga Kevin bal oldali szöglete után Harisz Tabakovics négy méterről a jobb alsó sarokba fejelte a labdát; (1–0). A 41. percben már kettővel vezettek a hazaiak: Kusnyír remek ütemben ugratta ki a tizenhatos vonalán álló Tabakovicsot, aki átvétel nélkül, 13 méterről jobbal kilőtte a kapu jobb alsó sarkát. Három egymást követő bajnokin tudott duplázni a bosnyák-svájci debreceni csatár; (2–0). A 73. percben szépítettek a diósgyőriek: Nagy harcos labdaszerzése után a frissen beálló Bacsa Patrik elé került a labda, ő tolt rajta egyet a kirontó Nagy mellett, majd az alapvonal közeléből, jobb lábbal, rendkívül éles szögből az üres kapuba gurított; (2–1).
Mérkőzés utáni nyilatkozatok:
Úgy éreztem, nagy tétje van a találkozónak. Az első félidőben nem volt gond, a második félidő utolsó 30 percéről inkább nem szólok. Tudatosan készültünk, hogy a DVTK fent védekezik, erre készültünk, ebből volt a kiállítás. Uraltuk a játékot, rúgtunk két gólt. A második félidőben túl nyugodtak voltak a játékosok, kényelmesre vették a játékot, taktikailag is fegyelmezetlenek voltak. Túlságosan azt gondoltuk, megvan ez a mérkőzés 2–0 után. Rúghattunk volna egy harmadikat is, de nehézzé tettük a mérkőzést.
A mérkőzés első percében történt eset meghatározta az egész találkozót. A csapat két koncentrációs hibát követett el, amiből gólt kapott, de az együttes olyan szellemi és lelki erőt mutatott, amire lehet építeni. Úgy éreztem, hogy ki tudunk egyenlíteni, a második félidőben megvoltak a helyzeteink. Büszke vagyok a csapatra és arra, amit mutattak a játékosok.
A zöld-fehérek számára egyetlen eredmény jó: a győzelem. Csak ezzel tarthatják életben bajnoki álmaikat, noha még a döntetlennel sem veszik el matematikailag az esély, hiszen a Videoton csak később játszik. Thomas Doll együttese a legutóbbi nyolc mérkőzéséből csak kettőt nyert meg, hat döntetlen mellett. A Groupama Arénában a hosszú győzelmi sorozat után a legutóbbi három meccséből csak egyet nyert meg, azon is hátrányból fordítva. A Diósgyőr a legutóbbi fordulóban, a DVSC ellen megtörte hosszú vereségsorozatát. Az utolsó két fordulóban a mezőny legjobb két csapatával találkozik, ezeken kellene kiharcolni a bennmaradást. A gárda október 28. óta mindössze két pontot szerzett vendégként, egyet Mezőkövesden, egyet pedig a Vasas ellen.
| 32. forduló 2018. május 27., vasárnap 17:30 (tv: M4 Sport) |

| Ferencvárosi TC | –           | Diósgyőri VTK |
| --------------- | ----------- | ------------- |
|                 | Jegyzőkönyv |               |

| Groupama Aréna, Budapest Játékvezető: Berke Balázs (magyar) Asszisztensek: Berettyán Péter és Szert Balázs |

### Eredmények összesítése
Az alábbi táblázatban összesítve szerepelnek a Diósgyőri VTK aktuális szezon OTP Bank Ligában elért eredményei.
A százalék számítás a 3 pontos rendszerben történik.
| Kör (forduló)            | Otthon | Otthon | Otthon | Otthon | Otthon | Otthon | Otthon | Otthon | Idegenben | Idegenben | Idegenben | Idegenben | Idegenben | Idegenben | Idegenben | Idegenben |
| Kör (forduló)            | M      | GY     | D      | V      | LG–KG  | GK     | P      | %      | M         | GY        | D         | V         | LG–KG     | GK        | P         | %         |
| ------------------------ | ------ | ------ | ------ | ------ | ------ | ------ | ------ | ------ | --------- | --------- | --------- | --------- | --------- | --------- | --------- | --------- |
| Első kör (1–11.)         | 4      | 1      | 1      | 2      | 8–10   | –2     | 4      | 33,3%  | 7         | 2         | 2         | 3         | 9–12      | –3        | 8         | 38,1%     |
| Második kör (12–21.)     | 6      | 4      | 0      | 2      | 14–8   | +6     | 12     | 66,7%  | 5         | 1         | 1         | 3         | 5–7       | –2        | 4         | 26,7%     |
| Harmadik kör (22–33.)    | 4      | 0      | 1      | 3      | 2–5    | –3     | 1      | 8,3%   | 3         | 0         | 1         | 2         | 2–4       | –2        | 1         | 11,1%     |
| Összesen (1–33. forduló) | 14     | 5      | 2      | 7      | 24–23  | +1     | 17     | 40,5%  | 15        | 3         | 4         | 8         | 16–23     | –7        | 13        | 28,9%     |

### Helyezések fordulónként
| Forduló  | 1  | 2  | 3  | 4  | 5  | 6  | 7  | 8  | 9  | 10 | 11 | 12 | 13 | 14 | 15 | 16 | 17 | 18 | 19 | 20 | 21 | 22 | 23 | 24 | 25 | 26 | 27 | 28  | 29  | 30 | 31 | 32 | 33 |
| -------- | -- | -- | -- | -- | -- | -- | -- | -- | -- | -- | -- | -- | -- | -- | -- | -- | -- | -- | -- | -- | -- | -- | -- | -- | -- | -- | -- | --- | --- | -- | -- | -- | -- |
| Helyszín | I  | I  | I  | I  | O  | I  | O  | I  | O  | I  | O  | O  | O  | I  | O  | I  | O  | I  | O  | I  | O  | I  | I  | O  | I  | I  | O  | I   | O   | I  | O  | I  | O  |
| Eredmény | GY | D  | GY | V  | D  | D  | GY | V  | V  | V  | V  | GY | GY | GY | V  | V  | V  | D  | GY | V  | GY | V  | D  | D  | V  | V  | V  | V   | V   |    |    |    |    |
| Helyezés | 2. | 3. | 1. | 3. | 3. | 4. | 3. | 4. | 7. | 9. | 9. | 7. | 6. | 5. | 5. | 6. | 6. | 7. | 6. | 7. | 5. | 6. | 7. | 7. | 7. | 8. | 9. | 9.. | 10. |    |    |    |    |

Helyszín: O = otthon (hazai pályán); I = idegenben; Eredmény: GY = Győzelem; D = Döntetlen; V = Vereség
A csapat helyezései fordulónként, idővonalon ábrázolva.

### A bajnokság végeredménye
| H   | Csapat                | M  | GY | D  | V  | LG | KG | GK  | GÁ   | SZP | VP | NÉ  | Sárga lap | kiállítva | Forma | Továbbjutás vagy kiesés          |
| --- | --------------------- | -- | -- | -- | -- | -- | -- | --- | ---- | --- | -- | --- | --------- | --------- | ----- | -------------------------------- |
| 1.  | Videoton (B) (NK)     | 33 | 20 | 8  | 5  | 65 | 28 | +37 | 1,97 | 68  | 31 | 6,9 | 111       | 5         |       | Bajnokok Ligája, 1. selejtezőkör |
| 2.  | Ferencváros (NK)      | 33 | 18 | 12 | 3  | 69 | 31 | +38 | 2,09 | 66  | 33 | 6,8 | 70        | 4         |       | Európa-liga, 1. selejtezőkör     |
| 3.  | Újpest (KGY) (NK)     | 33 | 12 | 13 | 8  | 41 | 38 | +3  | 1,24 | 49  | 50 | 6,9 | 76        | 0         |       | Európa-liga, 1. selejtezőkör     |
| 4.  | Bp. Honvéd (CV) (NK)  | 33 | 13 | 8  | 12 | 50 | 53 | –3  | 1,52 | 47  | 52 | 6,6 | 71        | 4         |       | Európa-liga, 1. selejtezőkör     |
| 5.  | Debreceni VSC         | 33 | 12 | 8  | 13 | 53 | 47 | +6  | 1,61 | 44  | 55 | 6,8 | 71        | 2         |       |                                  |
| 6.  | Puskás Akadémia (F)   | 33 | 11 | 10 | 12 | 41 | 46 | –5  | 1,24 | 43  | 56 | 6,5 | 93        | 3         |       |                                  |
| 7.  | Paks                  | 33 | 11 | 9  | 13 | 43 | 48 | –5  | 1,30 | 42  | 57 | 6,5 | 80        | 5         |       |                                  |
| 8.  | Haladás               | 33 | 11 | 5  | 17 | 35 | 50 | –15 | 1,06 | 38  | 61 | 6,3 | 82        | 3         |       |                                  |
| 9.  | Mezőkövesd            | 33 | 9  | 10 | 14 | 35 | 52 | –17 | 1,06 | 37  | 62 | 6,2 | 90        | 3         |       |                                  |
| 10. | Diósgyőr              | 33 | 10 | 6  | 17 | 44 | 53 | –9  | 1,33 | 36  | 63 | 6,3 | 81        | 5         |       |                                  |
| 11. | Balmazújváros (K) (F) | 33 | 8  | 12 | 13 | 39 | 46 | –7  | 1,18 | 36  | 63 | 6,2 | 70        | 2         |       | NB II 2018–2019                  |
| 12. | Vasas (K)             | 33 | 9  | 7  | 17 | 38 | 61 | –23 | 1,15 | 34  | 65 | 6,1 | 86        | 4         |       | NB II 2018–2019                  |

A rangsorolás alapszabályai: 1. összpontszám; 2. a bajnokságban elért több győzelem; 3. a bajnoki mérkőzések gólkülönbsége; 4. a bajnoki mérkőzéseken rúgott több gól; 5. az egymás ellen játszott bajnoki mérkőzések pontkülönbsége; 6. az egymás ellen játszott bajnoki mérkőzések gólkülönbsége; 7. az egymás ellen játszott bajnoki mérkőzéseken az idegenben lőtt több gól; 8. a bajnokság fair play értékelésében elért jobb helyezés; 9. sorsolás.
(CV): Bajnoki címvédő csapat; (B): Bajnokcsapat; (K): Kieső csapat; (F): Feljutó csapat; (KGY): Kupagyőztes; (NK): Nemzetközi kupainduló;

## Magyar kupa
Az MLSZ szabályzatának értelmében, a nemzeti bajnokságokban (NB I, NB II, NB III) szereplő csapatok a kupasorozat 6. fordulójában, a legjobb 128 között kapcsolódnak be a versenybe. A versenykiírás szerint az NB I-es és NB II-es csapatok kiemeltek lesznek a sorsoláson, nem kerülhetnek össze egymással. A hatodik fordulóból (a főtábla első köréből) továbblépő együttesek 300 ezer, illetve 500 ezer forintot kapnak – attól függően, hogy döntetlen után vagy győzelemmel harcolják ki a továbbjutást.
      Győzelem
      Döntetlen
      Vereség
| 2017. szeptember 19., szerda |

| VLS Veszprém (NB III) | 0 – 3 | Diósgyőri VTK |
| --------------------- | ----- | ------------- |
|                       |       |               |

| Részletek |

| 2017. október 24., kedd |

| Balassagyarmati VSE (NB III) | 0 – 1 | Diósgyőri VTK |
| ---------------------------- | ----- | ------------- |
|                              |       |               |

| Részletek |

| 2017. november 29., szerda |

| Soroksár SC (NB II) | 1 – 3 | Diósgyőri VTK |
| ------------------- | ----- | ------------- |
|                     |       |               |

| Részletek |

| 2018. február 21., szerda |

| Diósgyőri VTK | – | Vác FC (NB II) |
| ------------- | - | -------------- |
|               |   |                |

| Részletek |

| 2018. március 14., szerda |

| Vác FC (NB II) | – | Diósgyőri VTK |
| -------------- | - | ------------- |
|                |   |               |

| Részletek |

### 6. forduló (Főtábla 1. forduló)
2017. szeptember 11-én a Magyar Labdarúgó-szövetség (MLSZ) székházában megtartott sorsoláson a 70-szeres válogatott Nyilasi Tibor, az MLSZ elnökségi tagjának vezetésével készültek el a párosítások. A DVTK csapata az NB III Nyugati csoportjában szereplő VLS Veszprém együttesével küzd meg a legjobb 64-be kerülésért.
| 2017. szeptember 19., kedd 15:00 |

| VLS Veszprém (NB III) | 0 – 3               | Diósgyőri VTK                                               |
| --------------------- | ------------------- | ----------------------------------------------------------- |
| Szabó B. 72'          | (0 – 2) Jegyzőkönyv | 6' (0–1) Szarka 10' (0–2) Forgács 89' (0–3) Bárdos 37' Oláh |

| Városi stadion, Veszprém Nézőszám: 200 Játékvezető: Dr. Kovács Gergely (magyar) Asszisztensek: Király Krisztián és Bognár László |

- Diósgyőr: Radoš – Nagy T., Kocsis, Oláh, Bárdos – Eperjesi, Tóth B. (Tucsa  83'), Kitl (Ivánka  17'), Forgács – Szarka, Makrai (Ternován  64')  Fel nem használt cserék: Bukrán (kapus). Vezetőedző: Bódog Tamás
- Veszprém: Mikler – Gulyás, Felber, Dobsa, Gunther (Polareczki  szünetben) – Kocsis (Reizinger  59'), Boromisza – Bene, Bognár (Szabó B.  szünetben), Kókány – Irmes  Fel nem használt cserék: Szűcs (kapus), Miskei, Hoffer, Szanyó. Vezetőedző: Orbán Tamás

A 6. percben Eperjesi óriási bedobását Szarka Ákos továbbcsúsztatta, majd a védőkről visszapattanó labdát 9 méterről a bal alsó sarokba lőtte; (0-1). A 10. percben tovább növelte előnyét a DVTK: Eperjesi jobb oldali beadása után a jól érkező Forgács Dávid a kapu torkából lőtt a hálóba; (0-2). A végeredményt a Diósgyőr a 89. percben állította be: bal oldalról végeztek el egy szabadrúgást a 16-os mellől, Forgács beadását a középen legmagasabbra emelkedő Bárdos Bence fejelte közelről a kapuba; (0-3).

### 7. forduló (Főtábla 2. forduló)
2017. szeptember 22-én a Magyar Labdarúgó-szövetség (MLSZ) székházában megtartott sorsoláson a 70-szeres válogatott Nyilasi Tibor, az MLSZ elnökségi tagjának vezetésével készültek el a párosítások. A DVTK csapata az NB III-ban szereplő Balassagyarmati VSE együttesével küzd meg a legjobb 32-be kerülésért.
| 2017. október 24., kedd 13:30 |

| Balassagyarmati VSE (NB III) | 0 – 1               | Diósgyőri VTK         |
| ---------------------------- | ------------------- | --------------------- |
|                              | (0 – 0) Jegyzőkönyv | 55' (0–1) 81' Tóth B. |

| Kövi Pál Sportközpont, Balassagyarmat Nézőszám: 600 Játékvezető: Böcskei Balázs (magyar) Asszisztensek: Farkas Balázs és Baghy Csaba |

- Diósgyőr: Antal – Nagy T., Kocsis (Forgács  26'), Oláh, Bárdos – Eperjesi, Tóth B., Kitl (Lipták  83'), Szabó II. B. (Ternován  64') – Bacsa, Óvári  Fel nem használt cserék: Bukrán (kapus), Szarka, Ivánka. Vezetőedző: Bódog Tamás
- Balassagyarmat: Czirjék – Nagy G., Popovics, Bonivárt, Erdei – Magos, Jónás, Szandai (Tóth P.  60'), Kovács K. (Szita  80') – Nagy O., Tihanyi (Bódis  szünetben)  Fel nem használt cserék: Földi (kapus), Illés, Klinger, Pintyi. Vezetőedző: Kis Károly

Az 55. percben megszerezte a vezetést a Diósgyőr: Kitl jobb oldali szögletét Tóth Barnabás a hosszú oldali kapufánál közelről a földre pattintva a hálóba fejelte; (0–1).
Mérkőzés utáni nyilatkozatok:
Alaposan felkészültünk a Diósgyőrből, de nehéz eltalálni, hogy ilyenkor milyen összeállításban érkezik egy széles rotációval rendelkező csapat. Mi tudatosan engedtük át a területet ellenfelünknek, hiszen a DVTK legutóbbi eredményei figyelmeztetőek, Bódog Tamás jó munkát végez, amihez ezúton is további sikereket kívánok. Kontrákra szerettünk volna építeni, ebből a végén adódott is 2–3 lehetőségünk, amelyek kimaradtak, de összességében a Diósgyőr megérdemelten nyert.
Az első 70 perc rendben volt, ellenfelünk nem tudott kibontakozni, mi irányítottuk a játékot. Utána jöttek a hazai kontrák, ezt a Balassagyarmat jól csinálta, volt belőle veszély. Azt azért elvárnám, hogy ilyenkor nagyobb koncentrációval játsszunk, de persze ez nem könnyű az ilyen helyzet, amikor ilyen szokatlan összeállításban játszik a csapat. De a lényeg az, hogy továbbjutottunk.

### 8. forduló (Főtábla 3. forduló)
| 2017. november 29., szerda 12:00 |

| Soroksár SC (NB II)        | 1 – 3               | Diósgyőri VTK                                                     |
| -------------------------- | ------------------- | ----------------------------------------------------------------- |
| Pál A. (1–1) 37' Fülöp 84′ | (1 – 1) Jegyzőkönyv | 15' (0–1) Oláh 85' (11-esből) (1–2) · 90' (1–3) Ugrai 89' Nagy T. |

| Szamosi Mihály Sporttelep, Budapest Játékvezető: Németh Ádám (magyar) Asszisztensek: Vígh-Tarsonyi Gergő és Szalai Balázs |

- Diósgyőr: Antal – Nagy T., Lipták , Tamás, Forgács – Vela, Nono (Busai  55'), Tóth B., Oláh – Szarka (Ugrai Roland  55'), Bacsa (Jóannidisz  73') Fel nem használt cserék: Bukrán (kapus), Óvári, Kocsis, Karan. Vezetőedző: Bódog Tamás
- Soroksár: Kovács D. – Fülöp N., Gyepes (Csillag  22'), Valencsik, Silye (Derekas  61') – Gyömbér, Huszák T. – Albert, Tamási, Frőhlich (Gárdos  13') – Pál A.  Fel nem használt cserék: Steer (kapus), Orosz, Pergel, Dvorschák. Vezetőedző: Lipcsei Péter

A 15. percben megszerezte a vezetést a DVTK: Diego Vela húzott el a jobb oldalon, a felezővonaltól a 16-osig vezetve a labdát, beadását Szarka Ákos félfordulatból kapura lőtte, ezt Kovács még védte, a kipattanót viszont Oláh Bálint balról a hosszú alsó sarokba gurította, (0–1). A 37. percben egyenlítettek a hazaiak: Tamási bal oldali szabadrúgását Pál András az ötös előteréből a kapuba fejelte, (1–1). A második félidő utolsó 5 percében dőlt el a mérkőzés: előbb a 85. percben a Diósgyőr végezhetett el szögletrúgást balról, Ugrai beadását Vela kapura lőtt, amit blokkoltak, majd Tóth B. tekerését a bal fölső sarok elől kézzel ütötte ki a védő Fülöp, 11-es és kiállítás. Ugrai Roland állt a labda mögé, és a léc alá lőtte a labdát, (1–2). Négy perccel később tovább növelte előnyét a vendég csapat: a 89. percben egy kontratámadást vezettek a borsodiak, Forgács passzát Ugrai Roland balról befelé tolta, majd 16 méterről Kovács keze mellett a kapuba bombázott, (1–3).

## Felkészülési mérkőzések
Győzelem
      Döntetlen
      Vereség

### Nyár
| 2017. augusztus 31., csütörtök 17:00 |

| Diósgyőri VTK                    | 2 – 1               | FC DAC 1904 (Dunaszerdahely) (szlovák I.) |
| -------------------------------- | ------------------- | ----------------------------------------- |
| Kitl (1–0) 10' Nagy T. (2–1) 10' | (1 – 1) Jegyzőkönyv | 23' (1–1) Malec 28' Ljubičić              |

| Városi Sporttelep, Üllő Nézőszám: zártkapus Játékvezető: Bogár Gergő (magyar) Asszisztensek: Máyer Gábor és Baghy Csaba |

- Diósgyőr 1. félidő: Radoš – Eperjesi, Lipták, Ivánka, Forgács – Nono, Tóth B., Kocsis, Kitl – Ternován, Szarka
- Diósgyőr 2. félidő: Radoš – Nagy T., Tucsa, Karan, Tamás – Vela, Oláh B., Busai, Bárdos – Ugrai, Mertse (Szalóczy  79')

A 10. percben Nono jobb oldali beadását Kitl Miklós levette, majd a felső léc segítségével a hálóba vágta a labdát, (1–0). A 23. percben Pačinda szabadrúgásból ívelt a 11-es pont tájékán érkező Tomáš Malecnek, aki átvette a labdát, és a kapu jobb oldalába lőtt, (1–1). Az 55. percben kialakult a mérkőzés végeredménye: Busai remek labdával ugratta ki a jobb oldalon Nagy Tibort, aki tolt egyet a labdán, majd kilőtte a kapu jobb oldalát; (2–1).
Egy kimondottan erős ellenfél ellen játszottunk egy jó mérkőzést. Mindkét félidővel elégedett lehetek, a játékosok hozzátették azt, amit elvárunk, amiért jöttünk. Jó erőpróba volt! Hála istennek nyertünk, de ezúttal nem ez volt a fontos.